# De Dion-Bouton
Pour les articles homonymes, voir Dion.

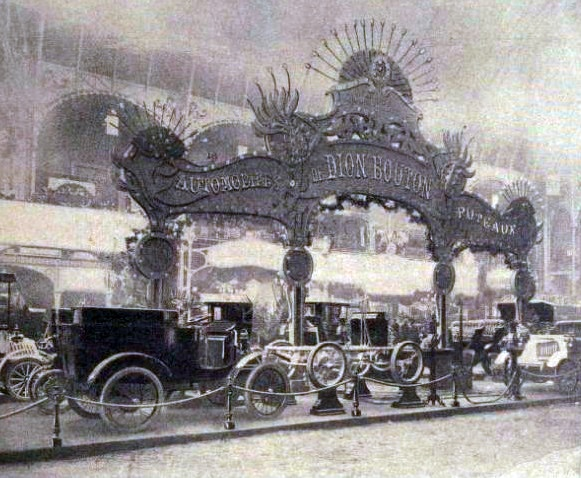
De Dion-Bouton au Salon de Paris en 1901.

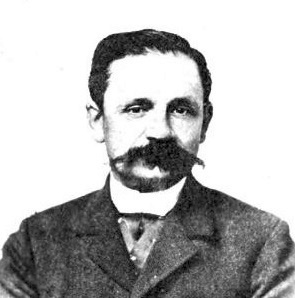
Georges Bouton.

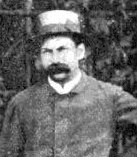
Charles-Armand Trépardoux.

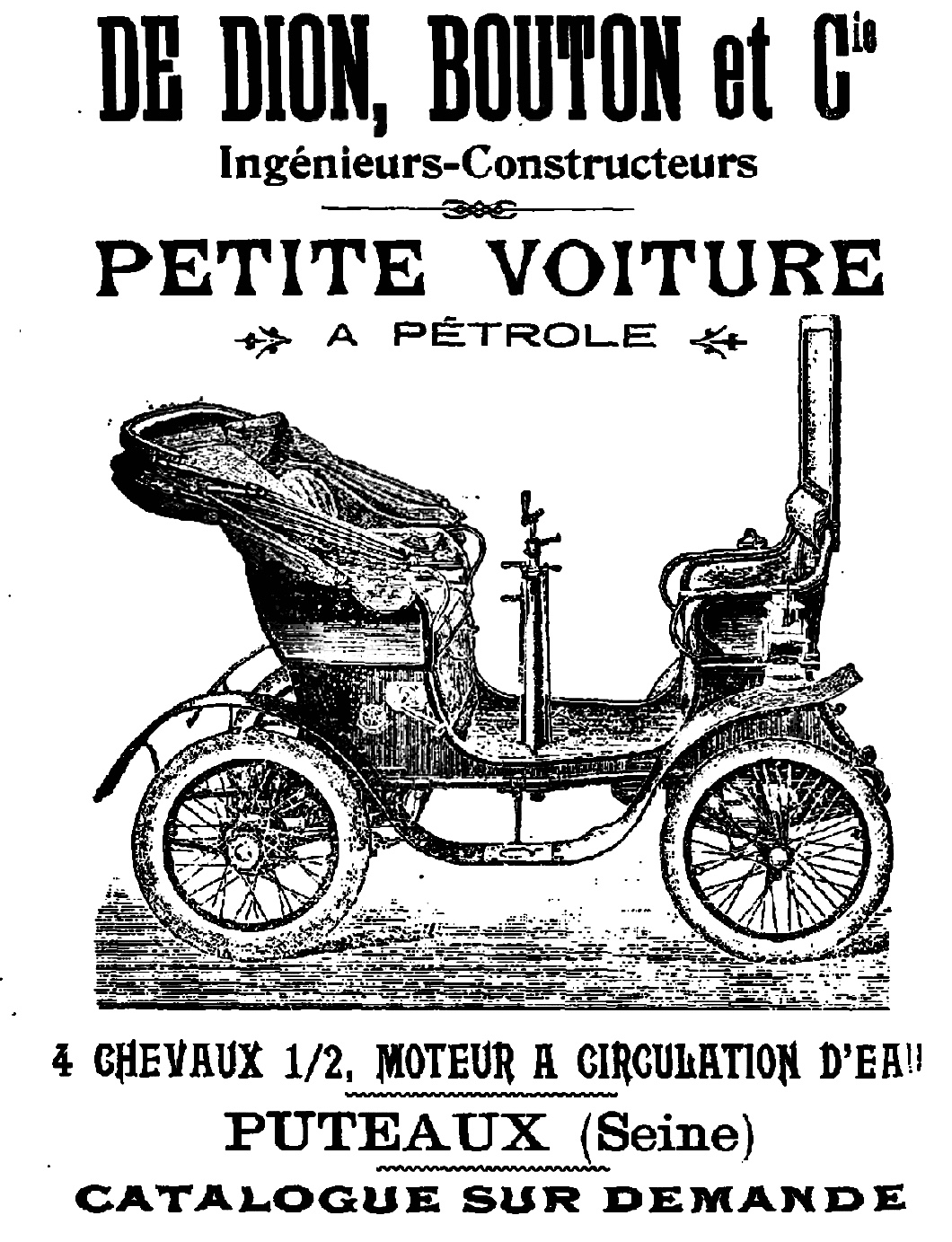
Vis-à-vis De Dion-Bouton type G (1900).

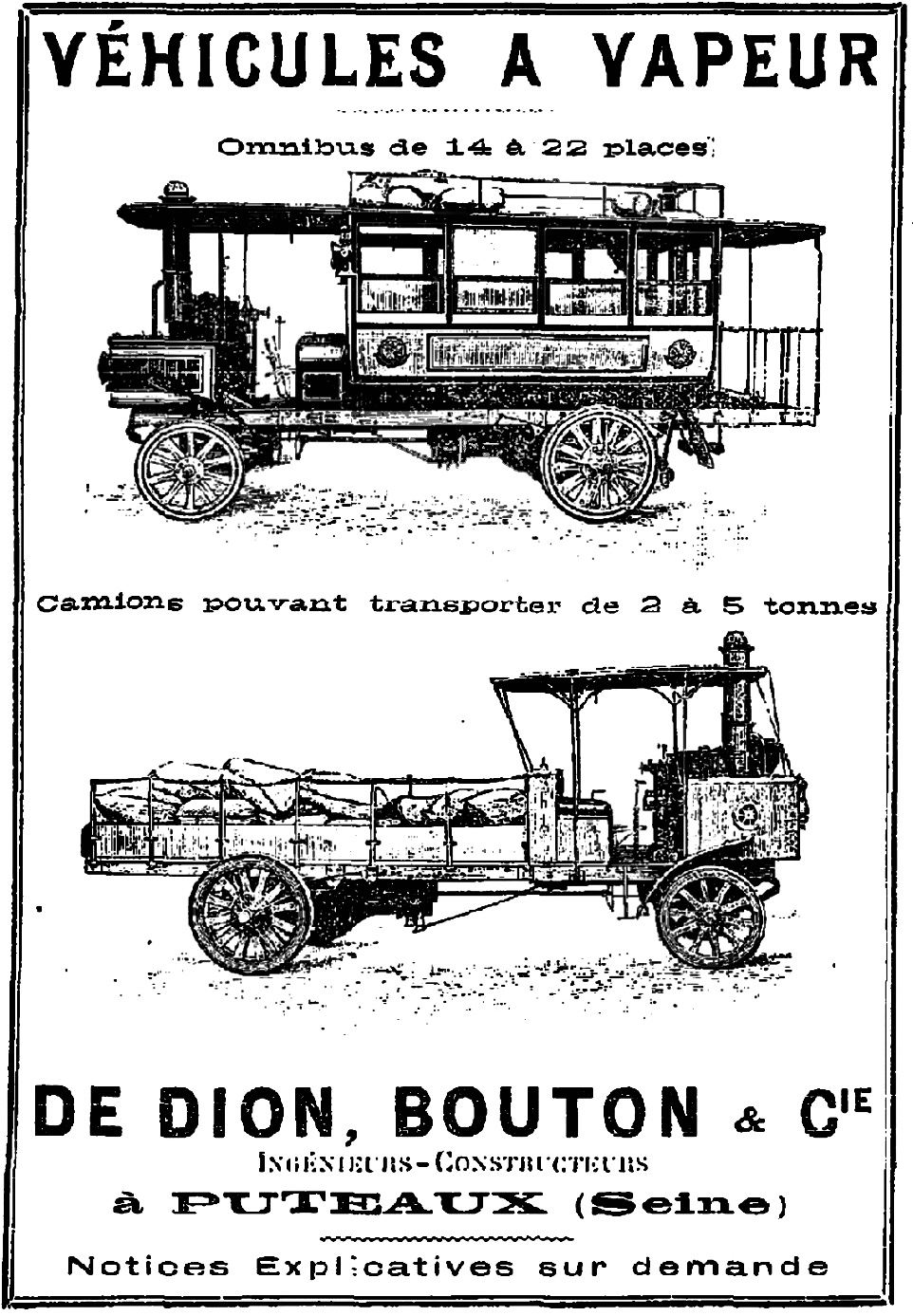
De Dion-Bouton (Camion; Omnibus) (1900).

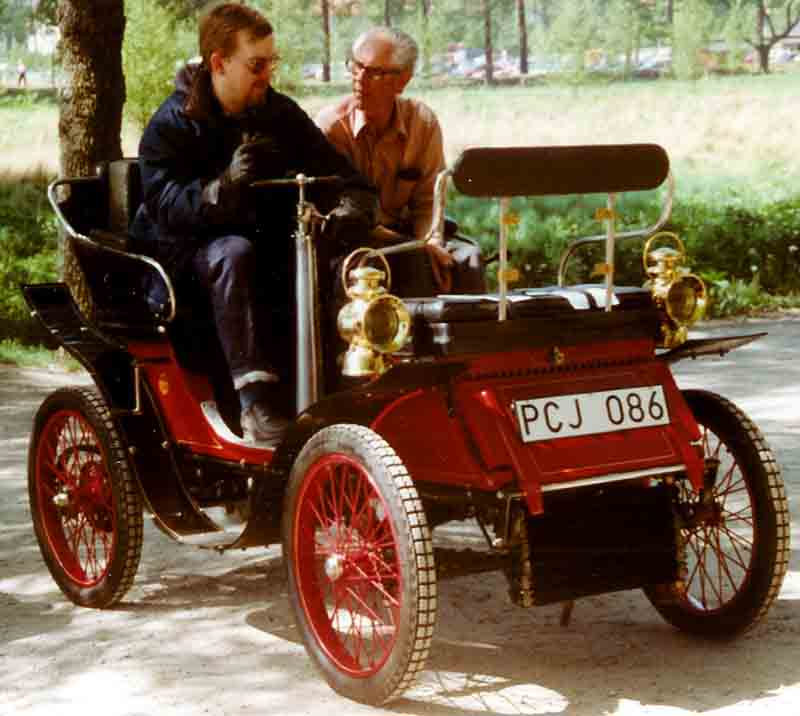
Vis-à-vis De Dion-Bouton type G.

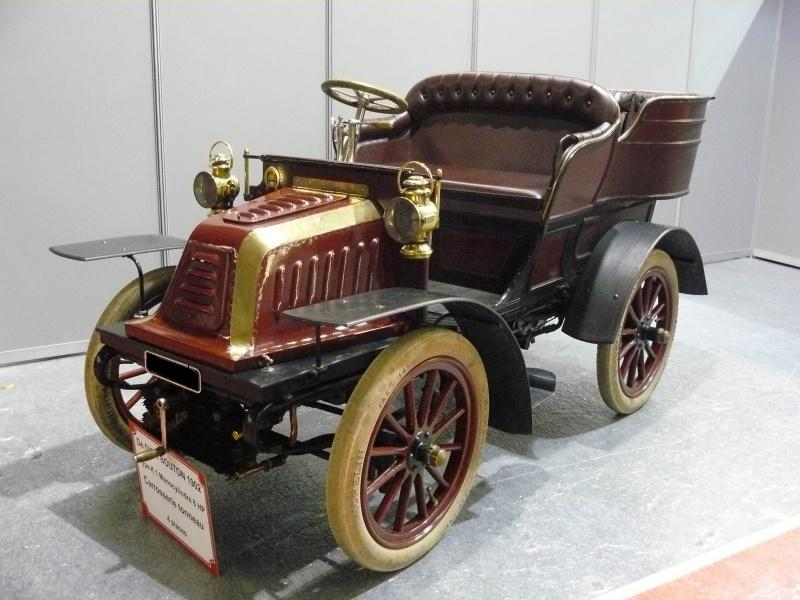
De Dion-Bouton type K1 de 1902.

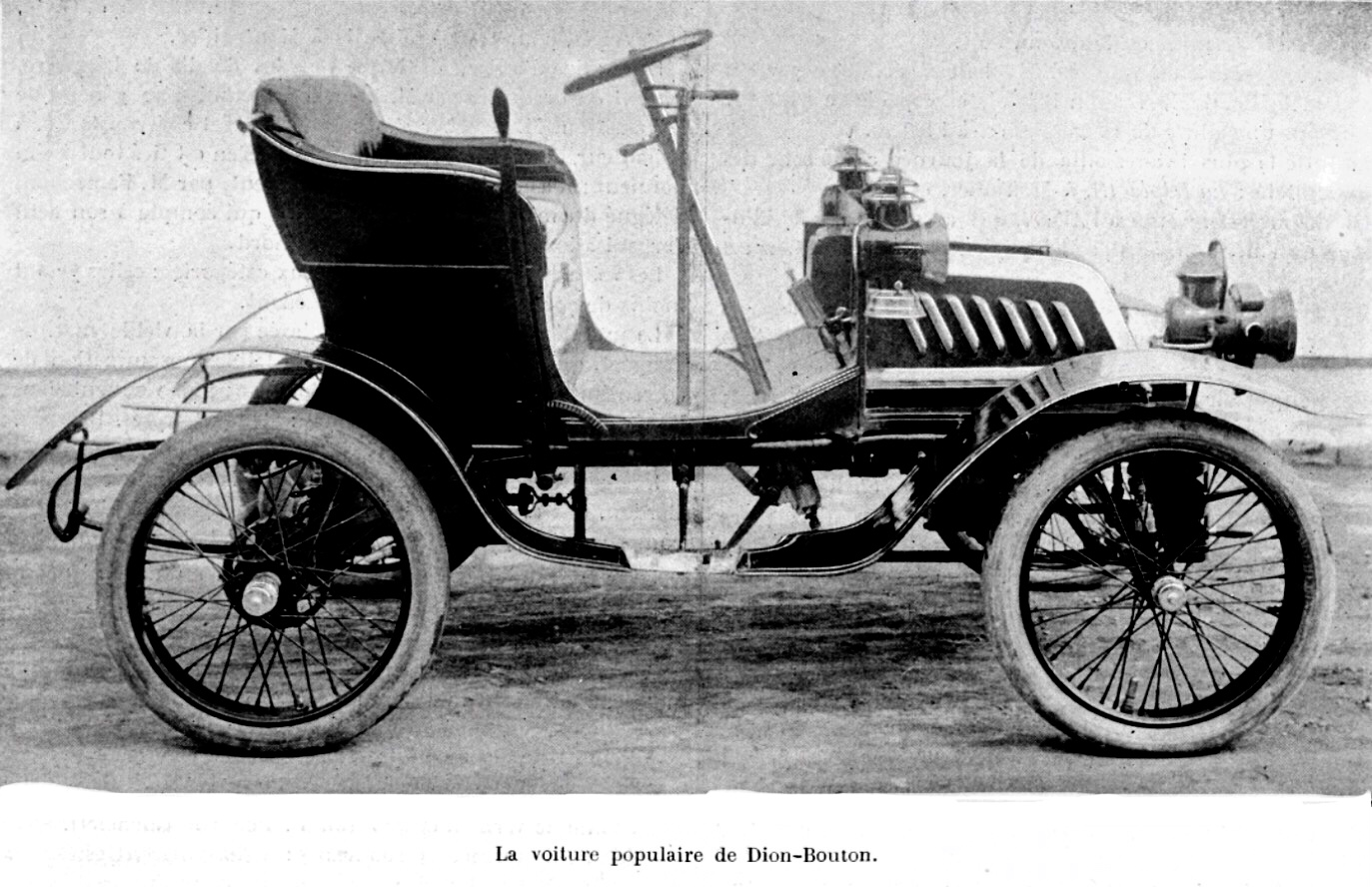
De Dion-Bouton Type N (1903).

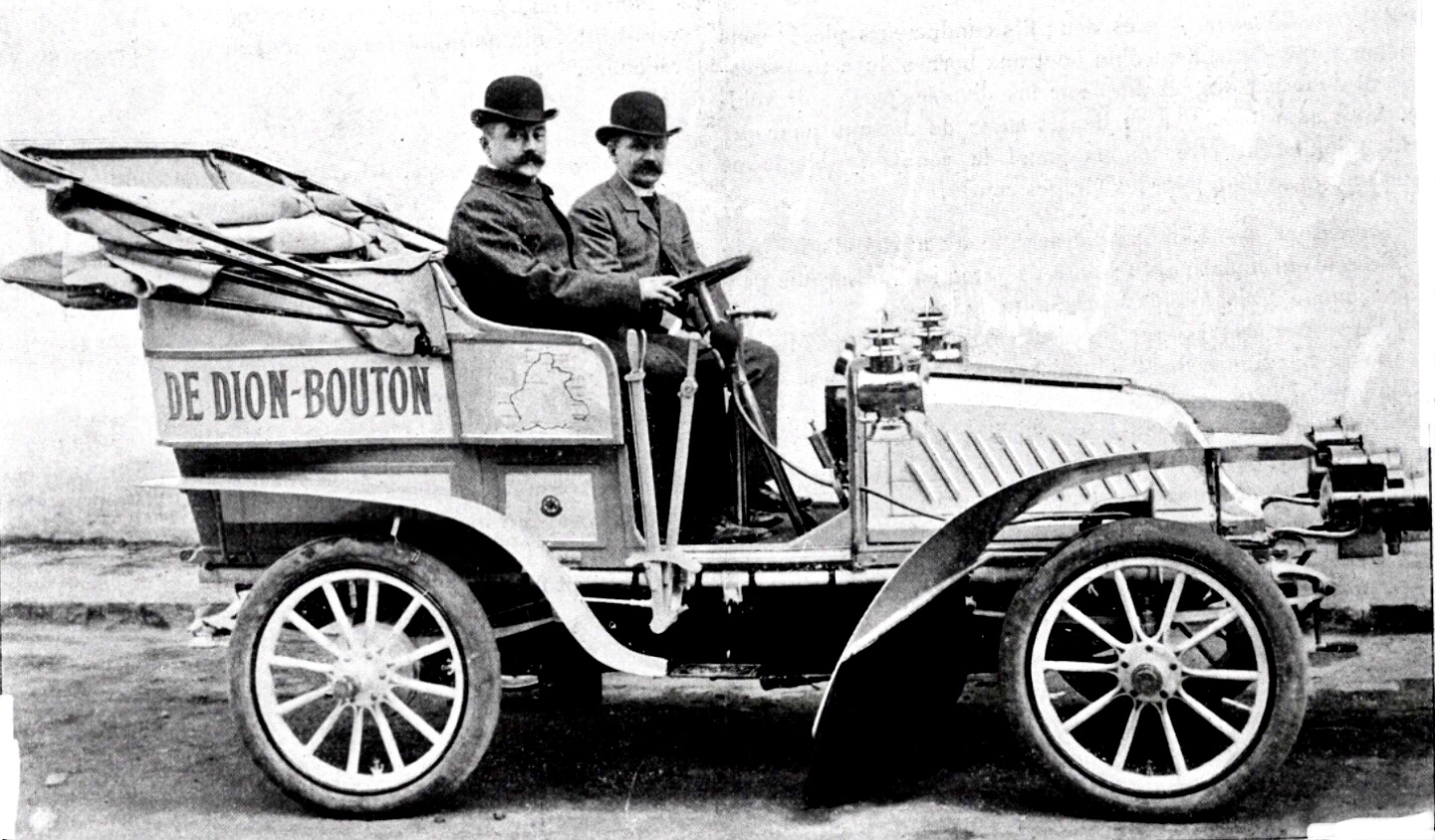
De Dion-Bouton Type W (1903). Le type W est reconnaissable aux roues avant à 10 rayons et aux roues arrière à 12 rayons. Le moteur bicylindre de 1400 cm³ produisait 10 ch.

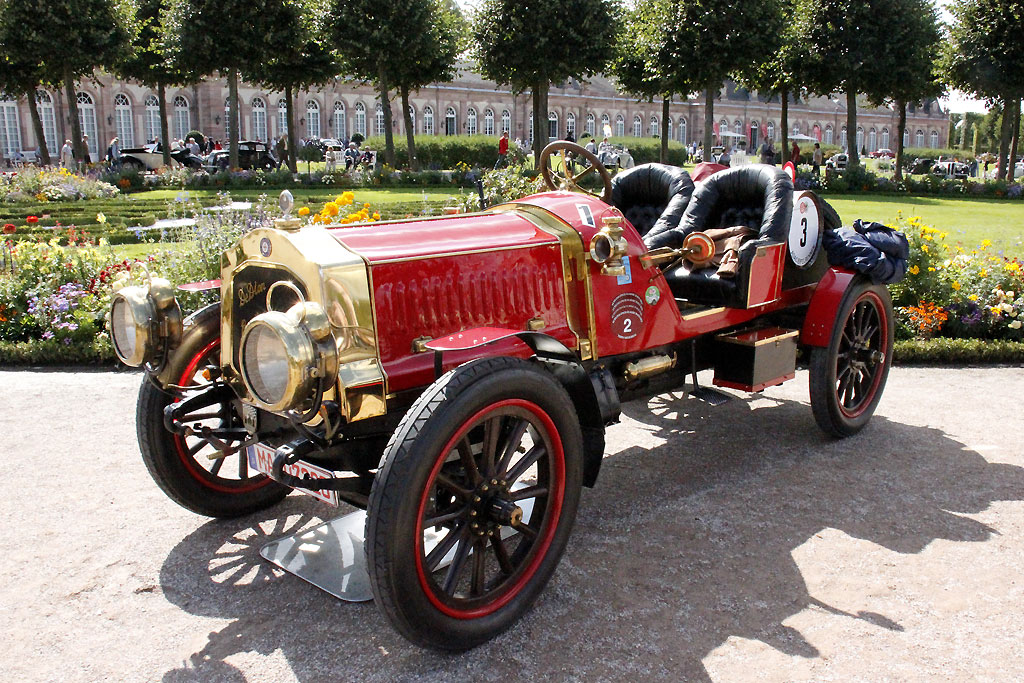
La De Dion-Bouton GP de 1908.

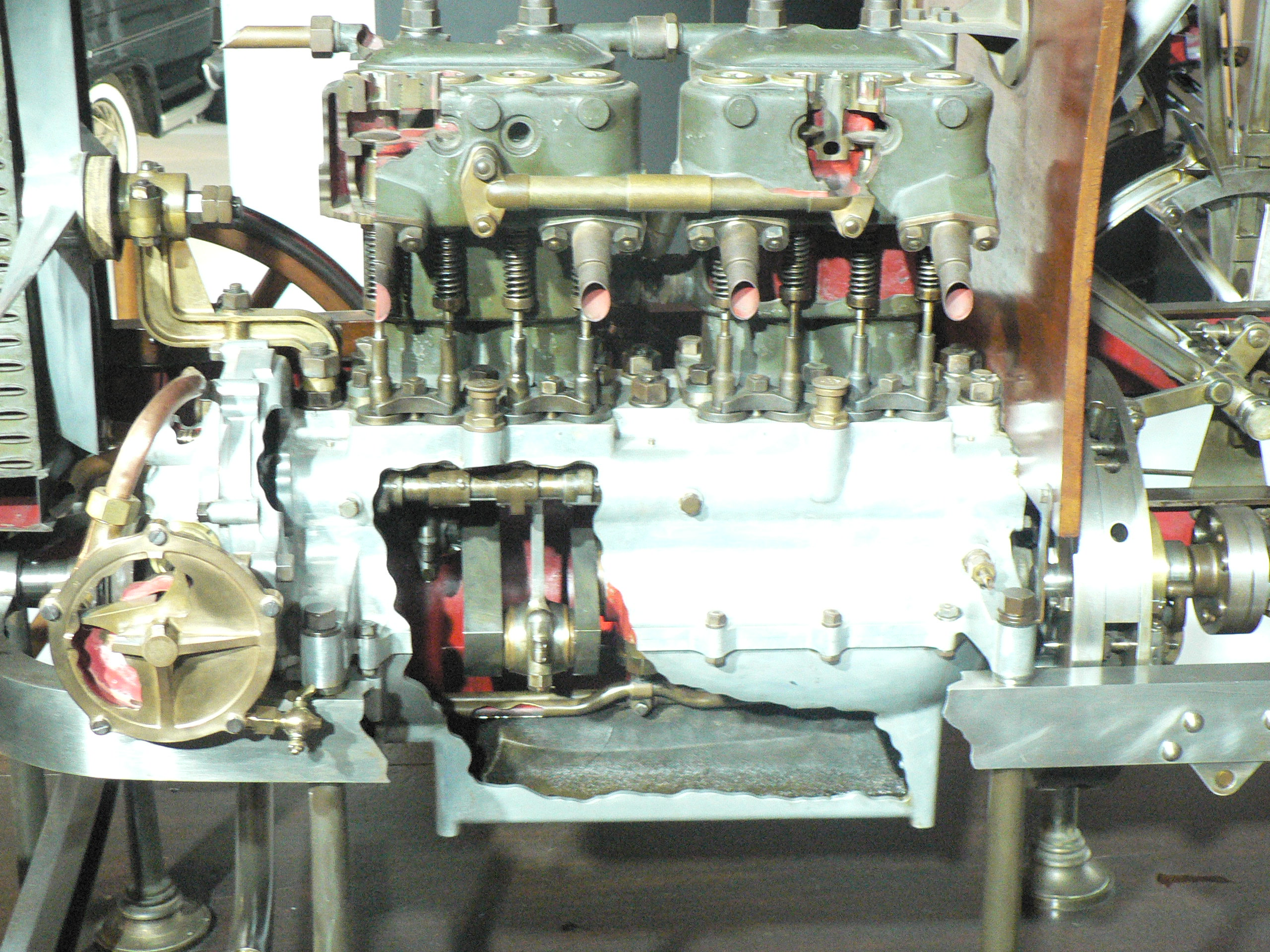
Moteur à essence, 1908.

De Dion-Bouton est un constructeur français d'automobiles de qualité, d'autorails et de moteurs de la fin du XIXe siècle et du début du XXe siècle fondé en 1883 par Jules-Albert de Dion, Georges Bouton et Charles-Armand Trépardoux.

## Histoire

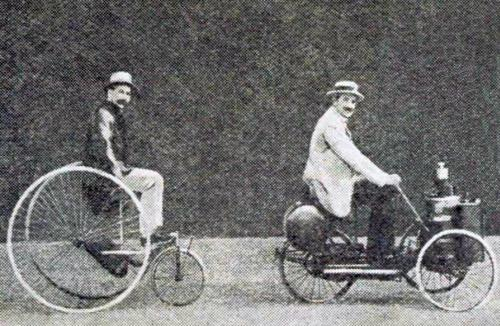
Dion sur le tricycle à vapeur et Trépardoux, en 1883 lors de la création de la société.

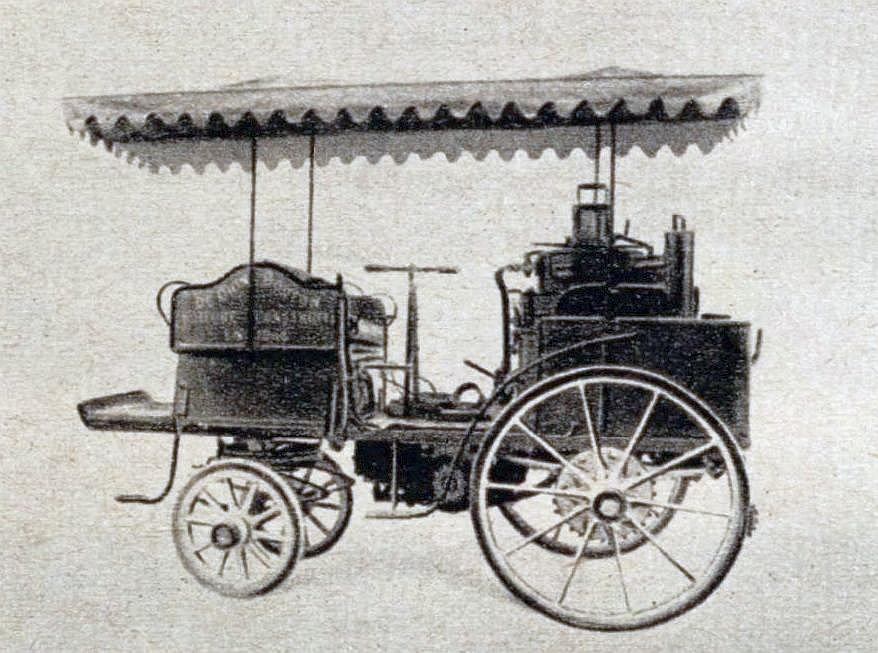
Le « Dog-car » quadricycle à vapeur de 1885.

La société "Trépardoux et Cie, ingénieurs-constructeurs" (Le nom vient du fait que seul Trépardoux a complété un diplôme d'ingénieur) est fondée en 1883 par le nantais Jules-Albert de Dion (dit par courtoisie « le marquis de Dion »),, le fabricant de jouets scientifiques parisien Georges Bouton et son beau-frère Charles-Armand Trépardoux (originaire d'Évaux-les-Bains, dans la Creuse), est à l'origine de l'essor de l'automobile. L'entreprise s'implanta rapidement à Puteaux en 1884 au quai National, renommé plus récemment quai De Dion-Bouton et au rond-point de la Défense.
 En 1887 la société est rebaptisée De Dion, Bouton & Trépardoux. Lorsque le comte a annoncé son intention de se passer complètement de la vapeur à l'avenir, il y a eu une dispute avec Trépardoux, qui considérait le moteur à combustion interne comme suffisamment peu fiable pour tout le reste.
 En 1893, il y eut une scission de la colère qui, selon certaines sources, était si grave que le comte alors non seulement effaça le portrait de Trépardoux des clichés de tous les documents d'impression, mais même les plus anciens dans les archives, sur les images d'usine et sur les plaques de laiton sur les machines et a fait enlever les raisons sociales De Dion, Bouton & Trépardoux. La marque est désormais appelée De Dion-Bouton. 
Charles-Armand Trépardoux meurt en 1920; Georges Bouton meurt en 1938 ; Jules-Albert de Dion en 1946.

### Véhicules routiers

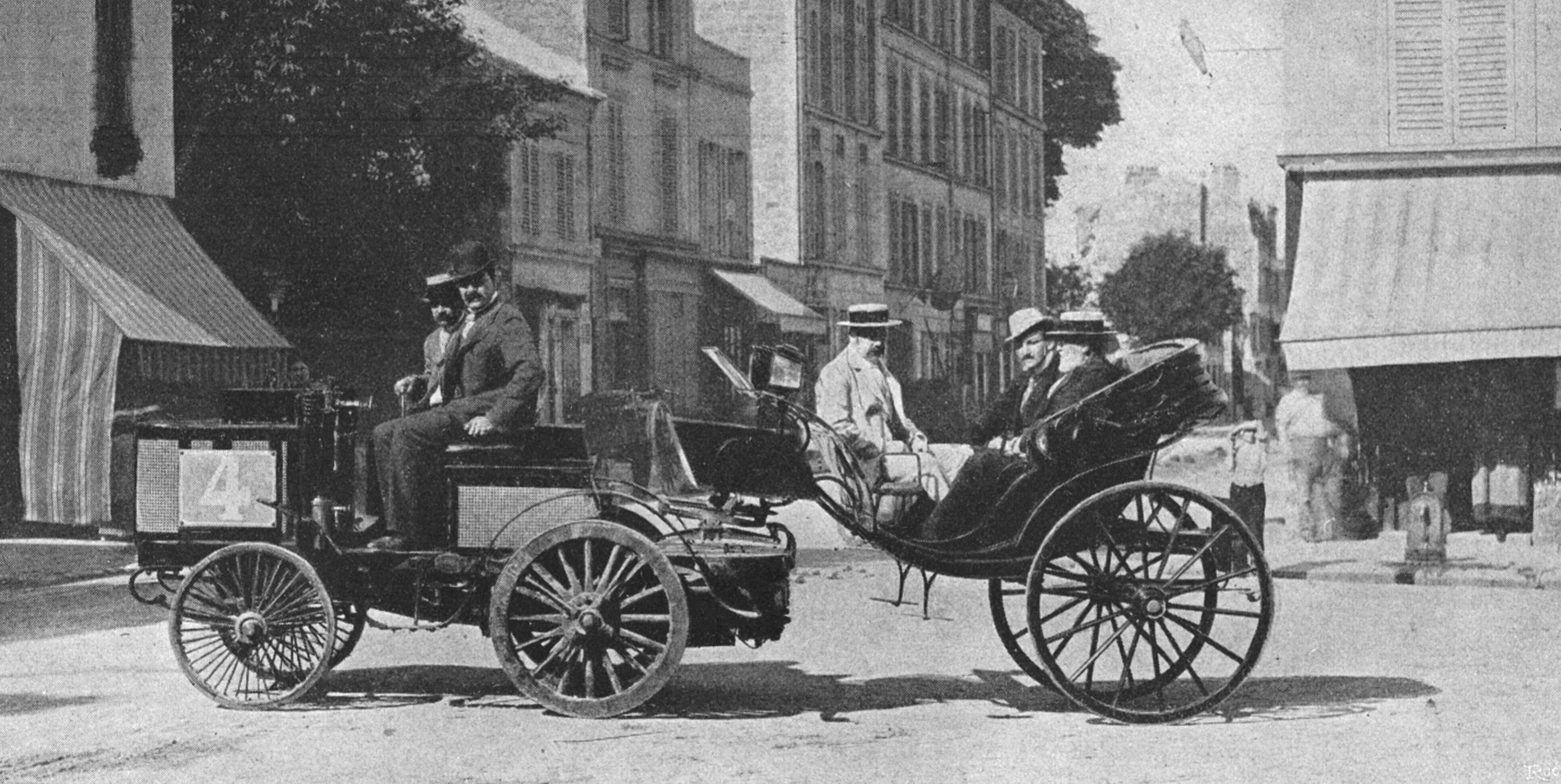
Le comte De Dion dans une calèche tirée par un tracteur à vapeur De Dion-Bouton entre Paris-Rouen en 1894

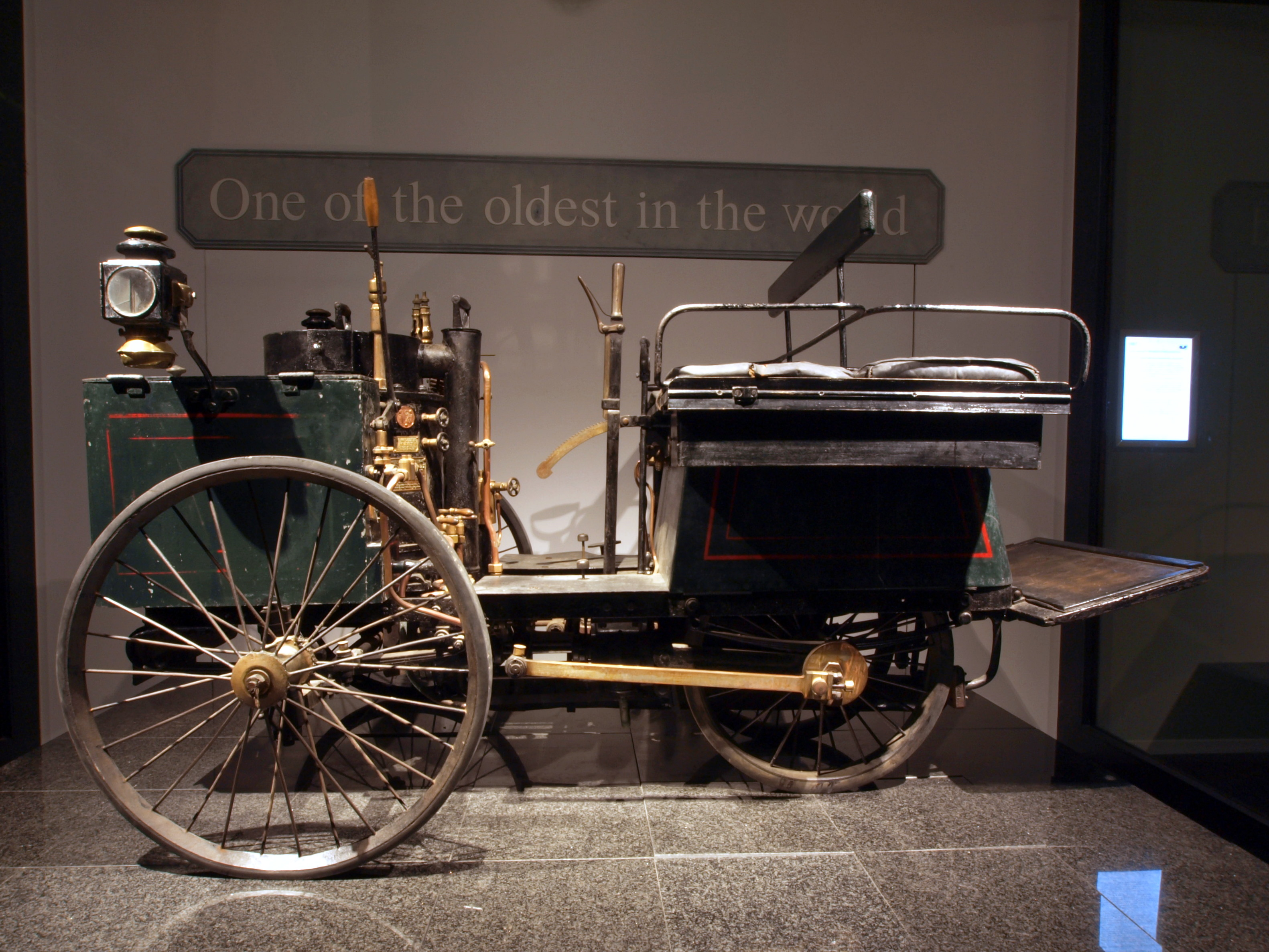
Quadricycle à vapeur De Dion-Bouton et Trépardoux 1887

Les premiers véhicules De Dion-Bouton et Trépardoux sont à vapeur, le tricycle de 1883 est suivi un an plus tard par le premier tracteur routier pour semi-remorque. En 1894, le comte de Dion fait sensation en s'installant à l'arrière d'une calèche tirée par l'un de ses tracteurs entre Paris et Rouen. Les quadricycles, chariots, tracteurs et omnibus à vapeur sont fabriqués jusqu'en 1904.
En 1895, l'entreprise De Dion-Bouton s'intéressa aux moteurs à essence, avec l'installation d'un monocylindre à grande vitesse de rotation (grâce au distributeur de Carli et Basset) équipé de l'un des premiers allumages électriques sur un tricycle et en 1899, sur le vis-à-vis appelé la petite voiture. Celle-ci avait une suspension innovante à pont De Dion inventée par la firme en 1893. Ensuite, ce système célèbre sera utilisé par de nombreux constructeurs. Le Vis-à-vis est la première automobile fabriquée en grand nombre avec 2 970 exemplaires sortis jusqu'en 1902.

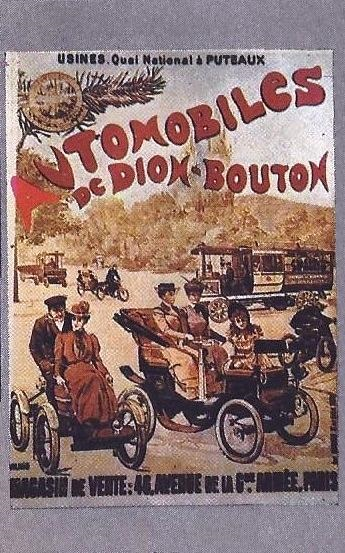
Affiche De Dion-Bouton de 1898

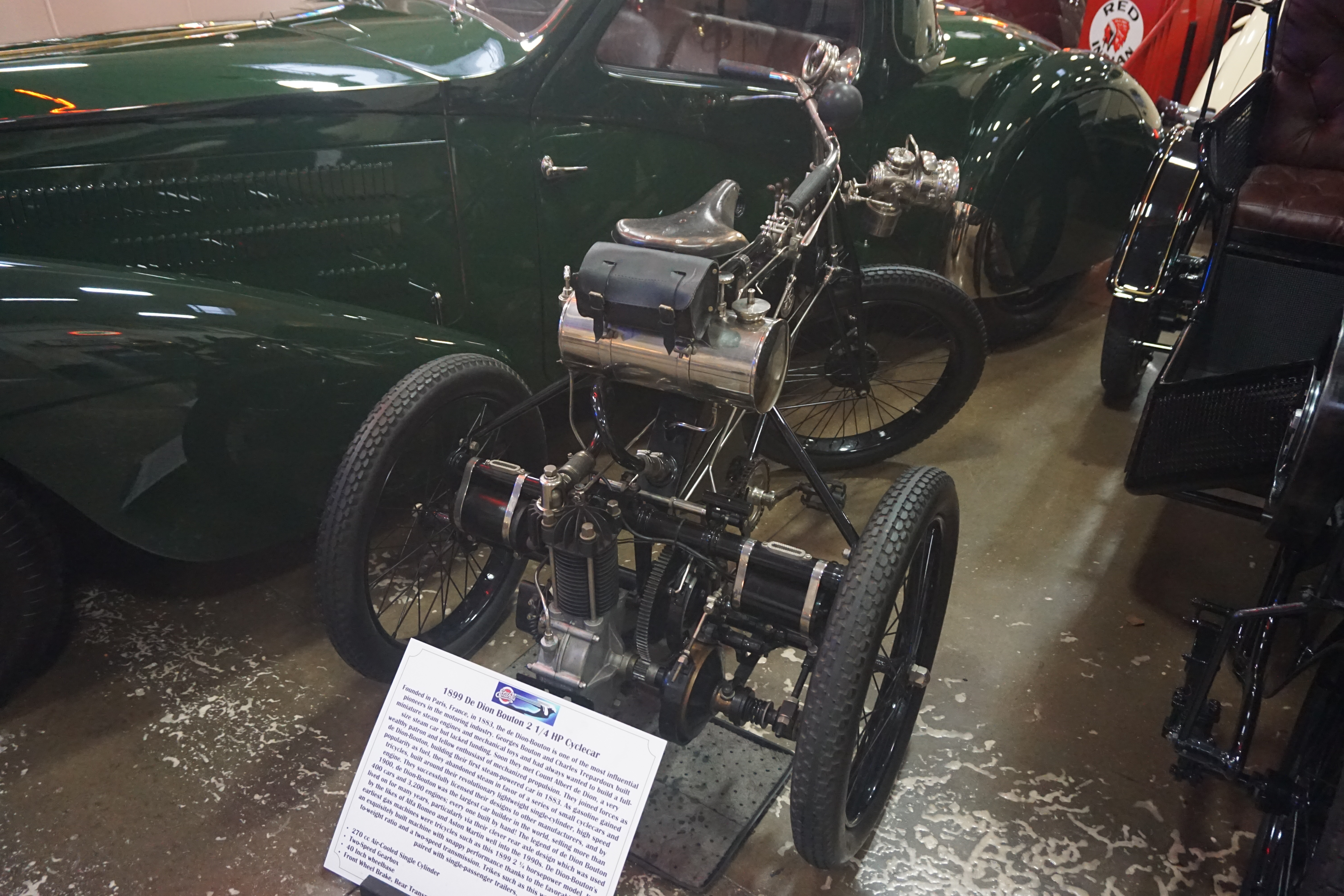
Tricycle De Dion Bouton 2.25 CV 1899

Premier constructeur à fabriquer entièrement ses voitures, De Dion-Bouton est aussi un fournisseur de moteurs pour plus de cinquante marques dont Delage, Latil et Renault. Le 2.25 CV s’illustre dans l'Empire russe en 1899 grâce au concessionnaire Louis Mazy.
En 1900, De Dion-Bouton est le plus grand fabricant d'automobiles du monde. La société produit quatre cents voitures et trois mille deux cents moteurs cette année-là. Ces chiffres de production sont dépassés en France avant la Première Guerre mondiale par ceux de Panhard & Levassor après Renault, Peugeot, Darracq et Berliet.
Comme Michelin à qui elle vend le brevet du fameux Guide au début du vingtième siècle, De Dion-Bouton publie des cartes routières, activité qui débute en 1900 et qui est cédée à l'imprimeur Vermot en 1908.
En 1902, la marque lance la Populaire — type K1 ou K2 — à moteur avant en deux places 6 CV ou quatre places 8 CV. Un bloc à bicylindres apparaît en 1903 suivi un an plus tard par un quatre cylindres.
Vedette du cortège de la Mi-Carême au Carnaval de Paris 1903 pour la rive droite : la « Reine des Reines » Marie Missiaux défile montée sur « Le Triomphe », un char automobile électrique De Dion-Bouton. Au sommet d'un des mâts surmontant le char un panneau porte en grand l'inscription : Automobiles De Dion-Bouton. Des automobiles de prestige, décorées, précèdent et suivent ce char.
En 1903, un modèle De Dion-Bouton avec banquette, appartenant à l'homme d'affaires Ucal-Henri Dandurand, fut le premier véhicule à moteur immatriculé au Québec sous le numéro Q1 peint sur l'arrière par son propriétaire.
En 1904, production de la type V.
En 1905, des modèles 8 CV et 9 CV sont lancés tandis que le châssis tubulaire est abandonné. À partir de cette année-là, De Dion-Bouton s'oriente peu à peu vers les voitures luxueuses avec les lancements de limousines de 12 à 35 CV.
En 1907, les modèles suivants sont produits dans les usines Dion-Bouton :
Type BG et BK avec moteur monocylindre 8 CV d’une cylindrée de 942 cm³ avec un alésage de 100 mm et une course de 120 mm. Les véhicules étaient équipés d’une boîte de vitesses à trois rapports.
Type AV et AZ avec moteur bicylindre 10 CV de 1206 cm³ avec un alésage de 80 mm et une course de 120 mm. Les véhicules étaient équipés d’une boîte de vitesses à trois rapports.
Type AO et AX avec moteur quatre cylindres de 15 CV avec 2545 cm³ avec un alésage de 90 mm et une course de 100 mm. La boîte de vitesses avait trois vitesses.
Type AY, BJ et BU avec moteur quatre cylindres de 4942 cm³ avec un alésage de 110 mm et une course de 130 mm. La boîte de vitesses avait quatre vitesses.
En 1908, la marque construit trois traîneaux à moteur pour l'expédition en Antarctique de Jean-Baptiste Charcot.
La même année, pour le cortège de la Mi-Carême à Paris, De Dion-Bouton s'associe aux pneumatiques Michelin pour faire défiler un char monumental de Bibendum et de Dion Bouton.
Au Salon de Turin 1910, le type CJ de 6,1 litres est la première automobile vendue avec un moteur V8, le De Dion-Bouton V8. L'année 1913 marque la fin du monocylindre.
Pendant la Première Guerre mondiale, De Dion-Bouton produit pour l'armée française des obus, des véhicules et des moteurs d'avion en V, Farman étant client dès 1911.
La paix revenue, la marque reprend la fabrication de limousines incluant un modèle à moteur V8 remplacé par un huit cylindres en ligne à la fin des années 1920.
Cependant, De Dion-Bouton ne sait pas élargir sa clientèle et se replie sur la vente d'utilitaires.
Durement touchée par les conséquences de la crise de 1929, elle abandonne la production d'automobiles de tourisme en 1932. Elle poursuit cependant celle d'autobus et de balayeuses-arroseuses jusqu'en 1953 ainsi que de bicyclettes pendant encore une dizaine d'années avant d'être acquise par une petite entreprise berrichonne. Rachetée par l'importateur de Rover, elle construit un camion de pompier De Dion-Bouton en 1968.

#### Galerie

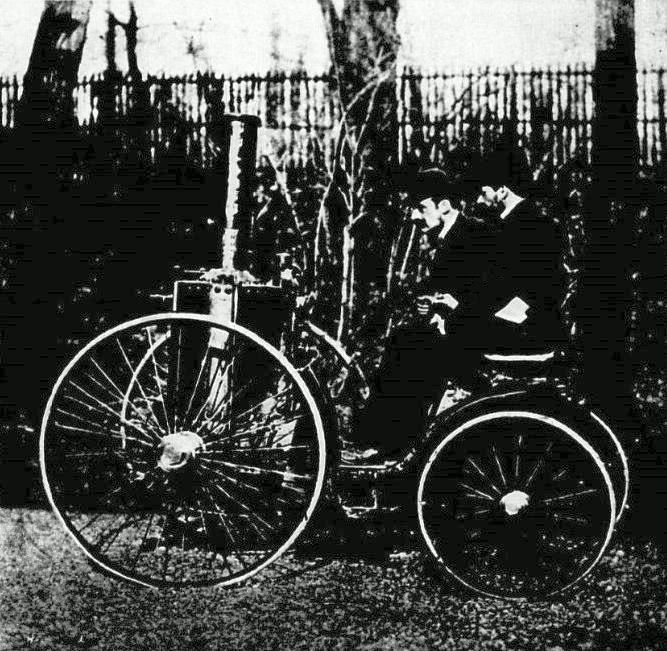
Le premier quadricycle à vapeur De Dion (1883)
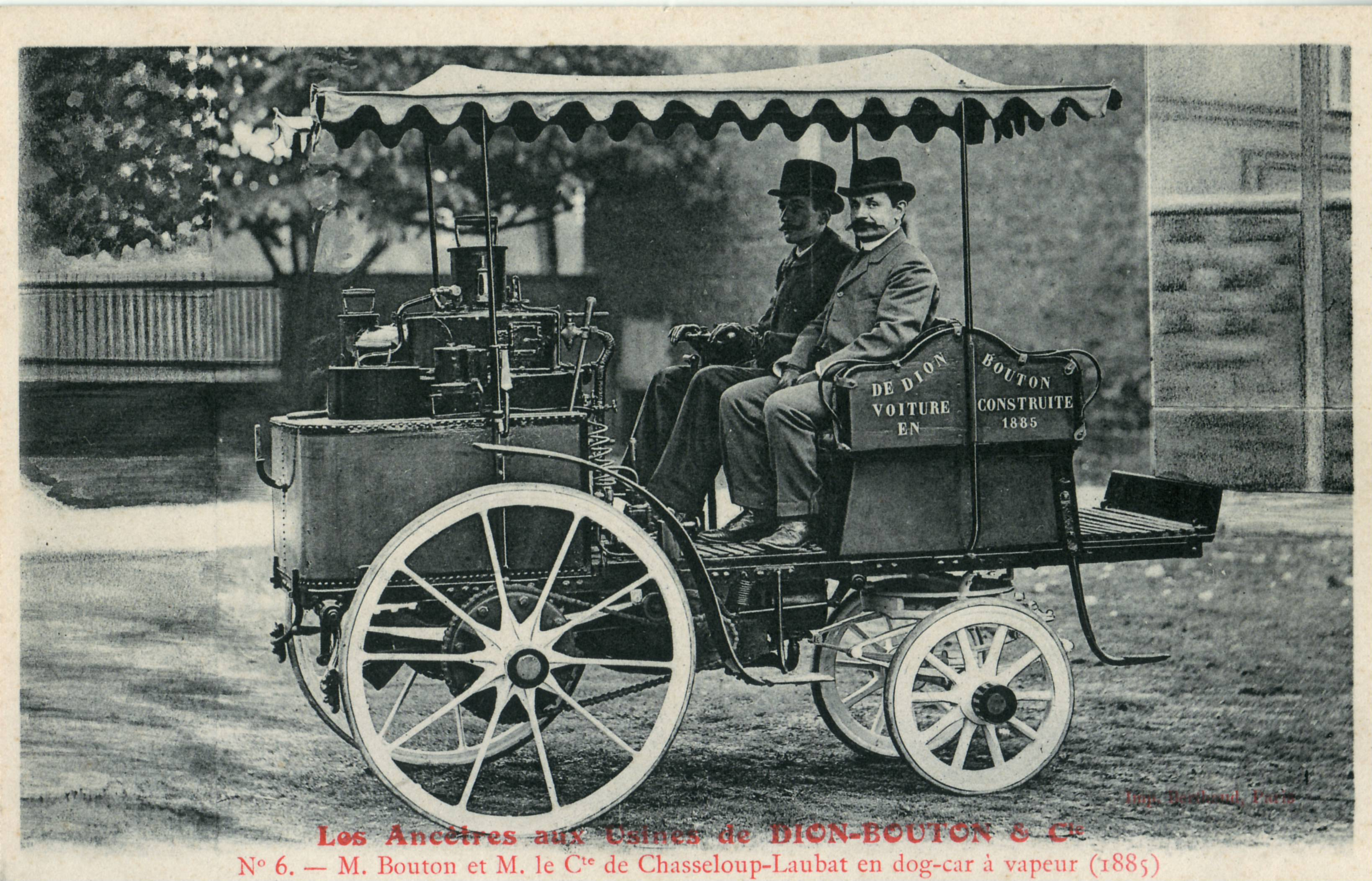
Le « Dog-car » à vapeur quadricycle de 1885
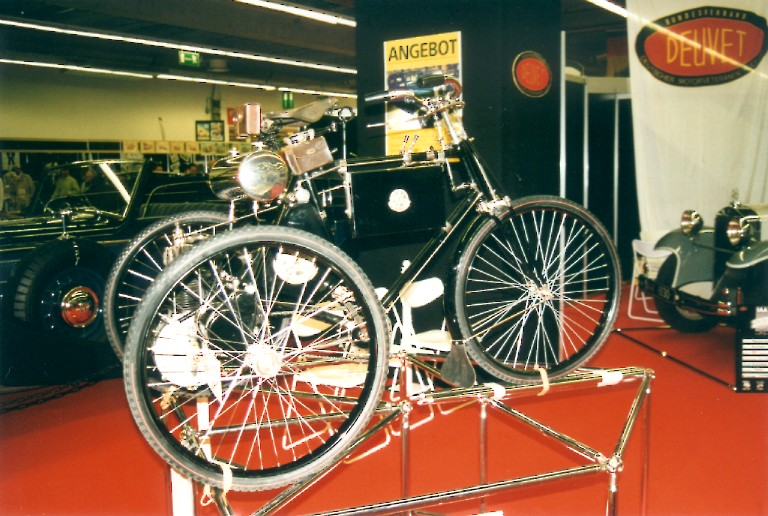
De Dion-Bouton Tricycle [16], [17].
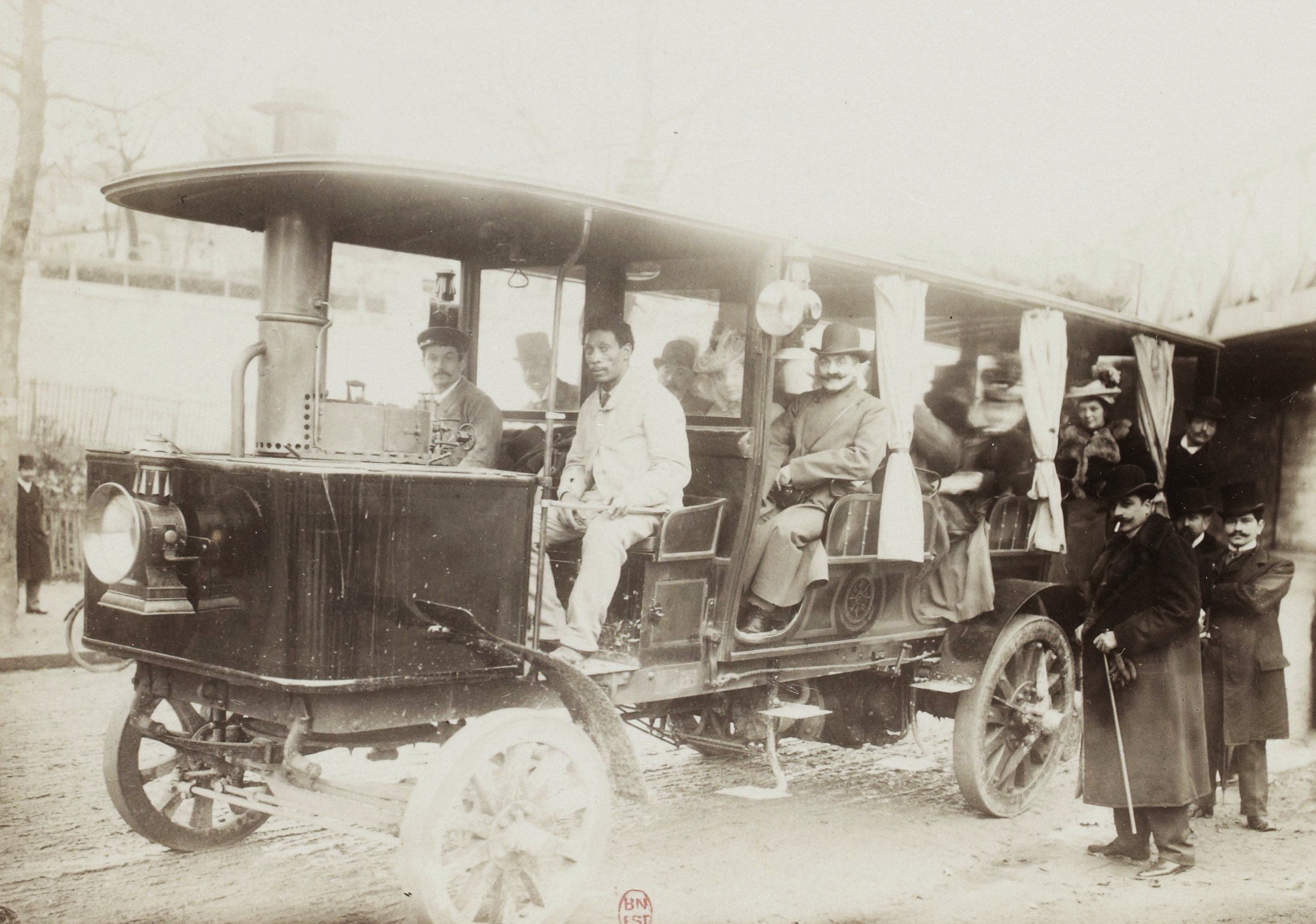
Breack à vapeur De Dion-Bouton 1898 (ici pour suivre le Rallye Paper de La Vie au grand air)
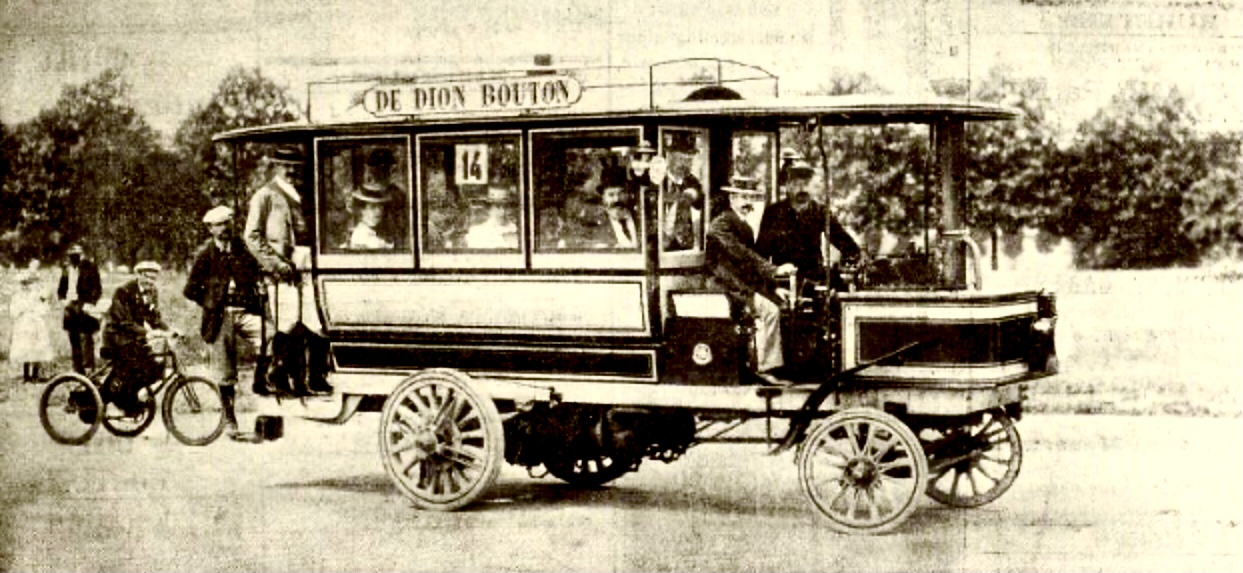
De Dion-Bouton Omnibus en 1897
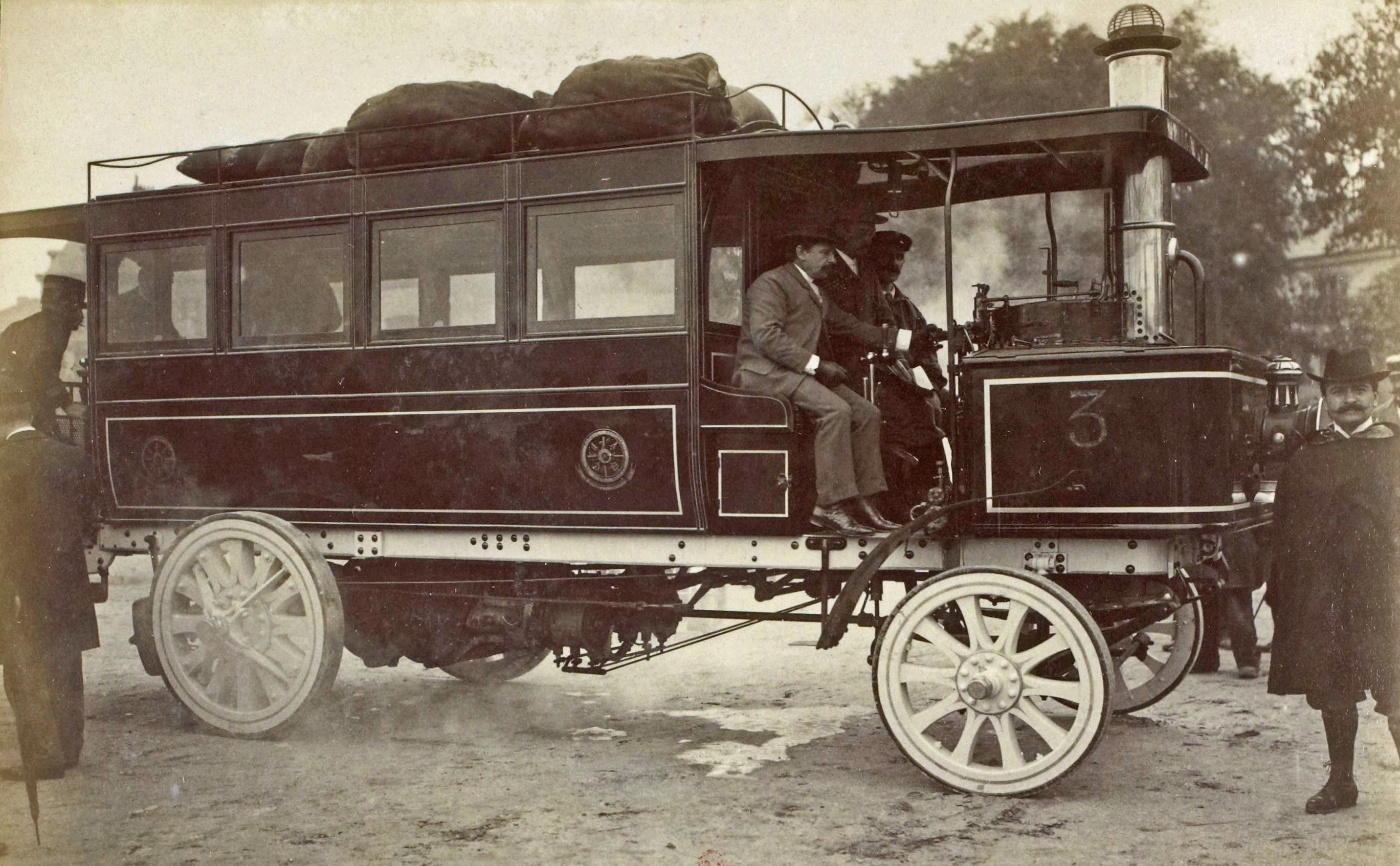
Omnibus De Dion-Bouton en 1899, conduit par Georges Bouton
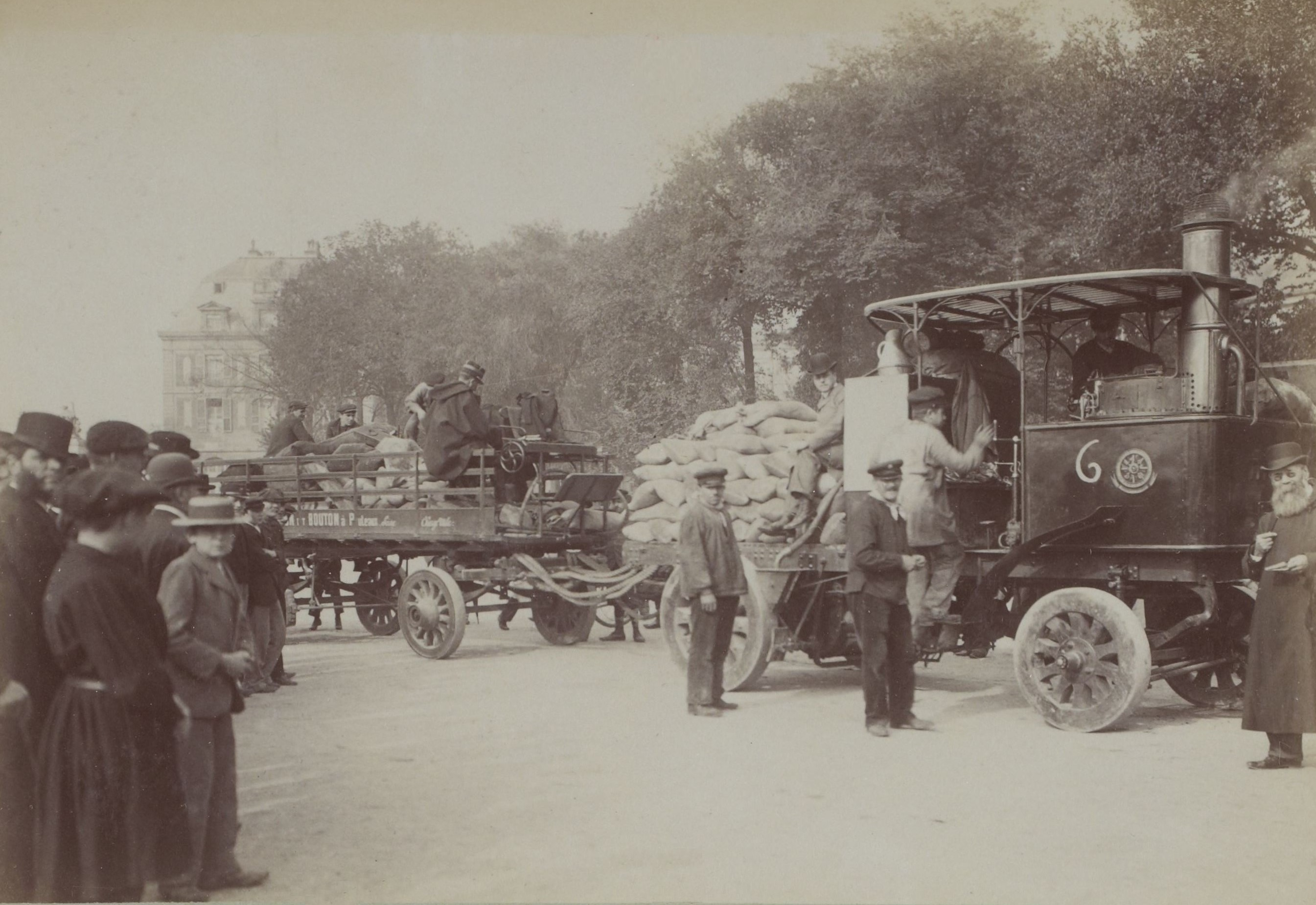
Camion vapeur porteur et tracteur De Dion-Bouton (10 tonnes au total, 1899)
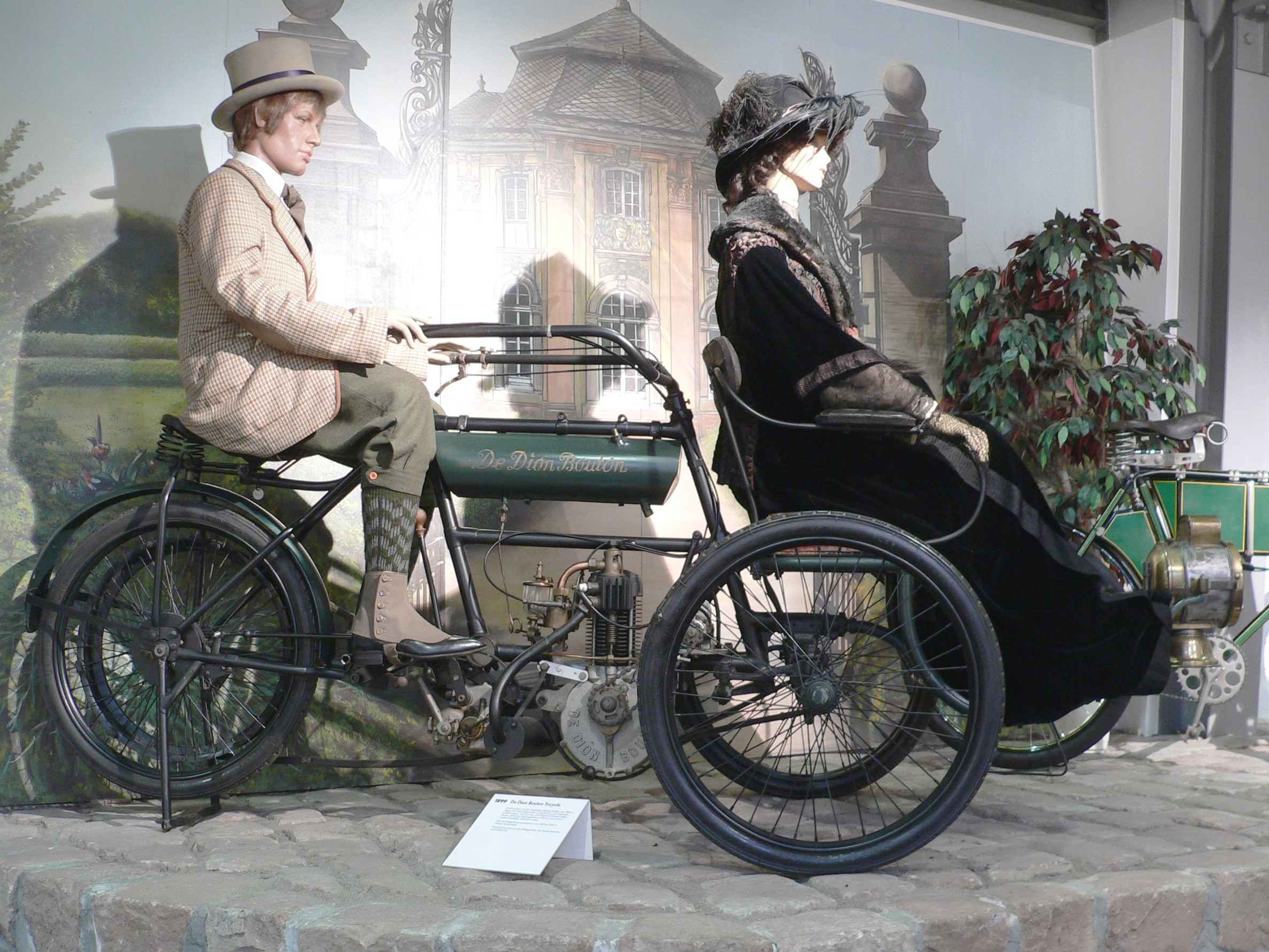
Tricycle De Dion-Bouton de 1899
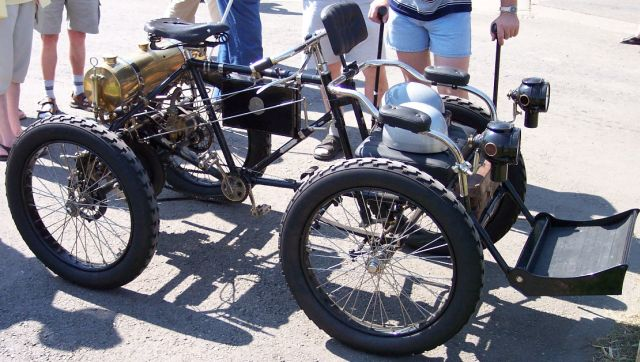
De Dion-Bouton Vierrad de 1900
Vis-à-vis De Dion-Bouton de 1901, Course de voitures anciennes Londres-Brighton 2005
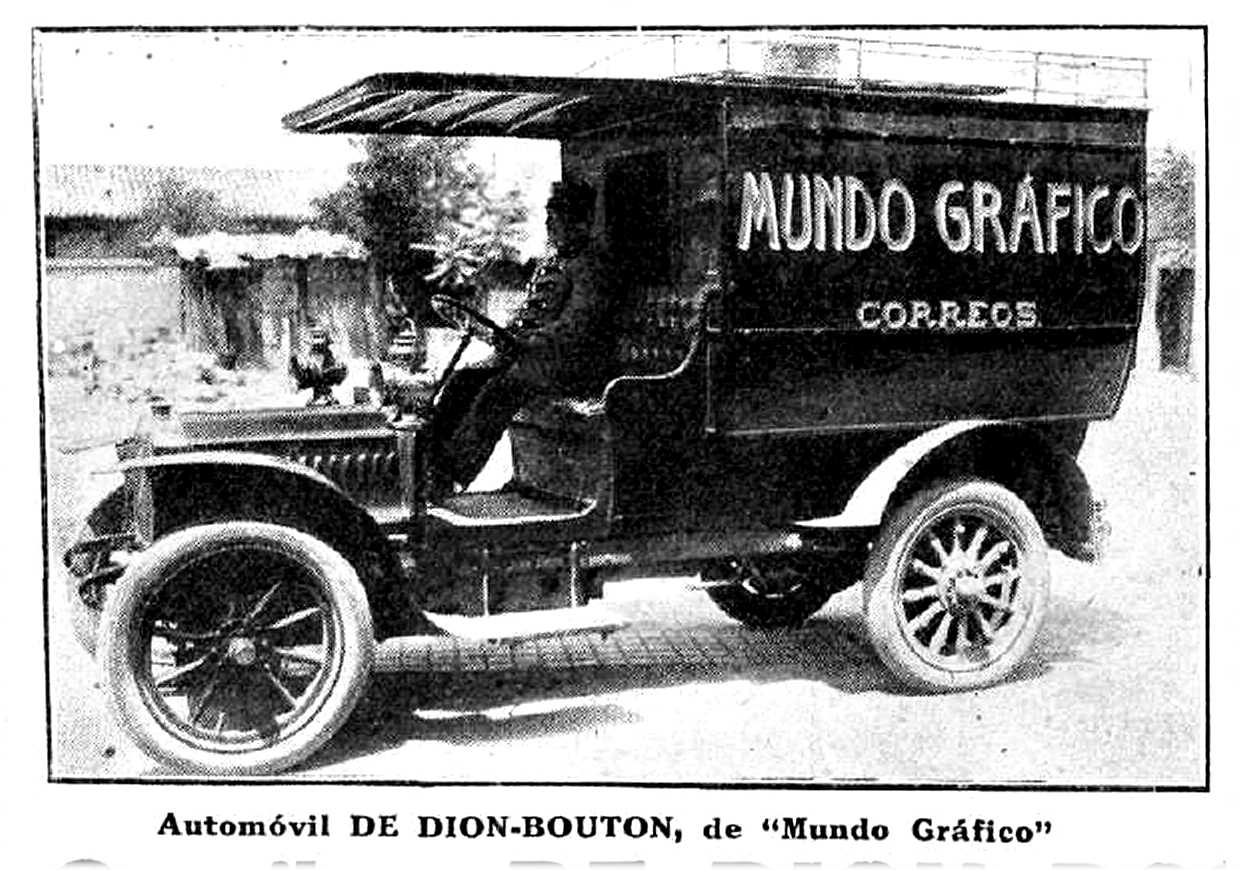
Véhicule De Dion-Bouton de 1912 pour distribuer le magazine espagnol Mundo Gráfico
De Dion-Bouton de 1901
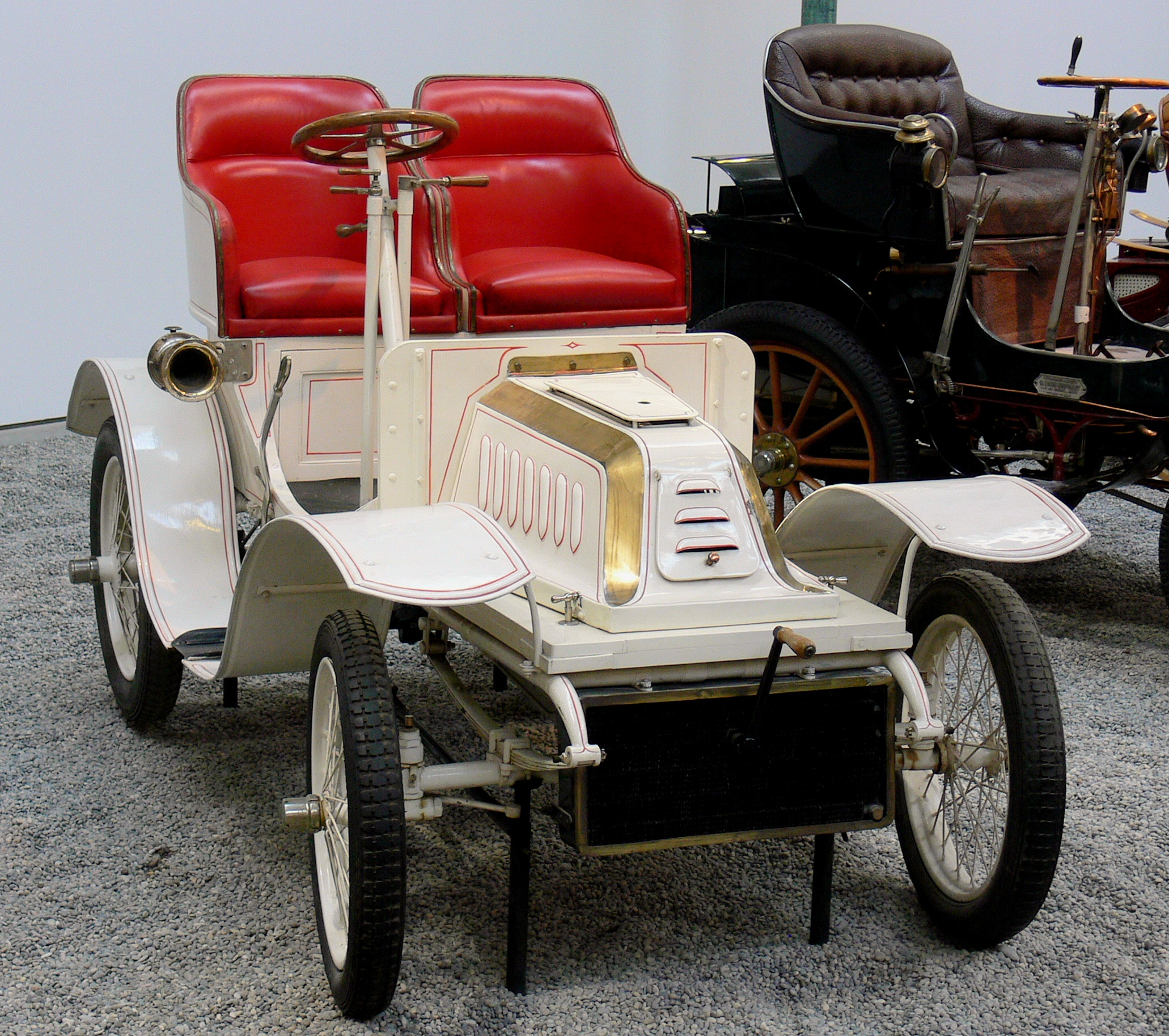
De Dion-Bouton type J de 1902
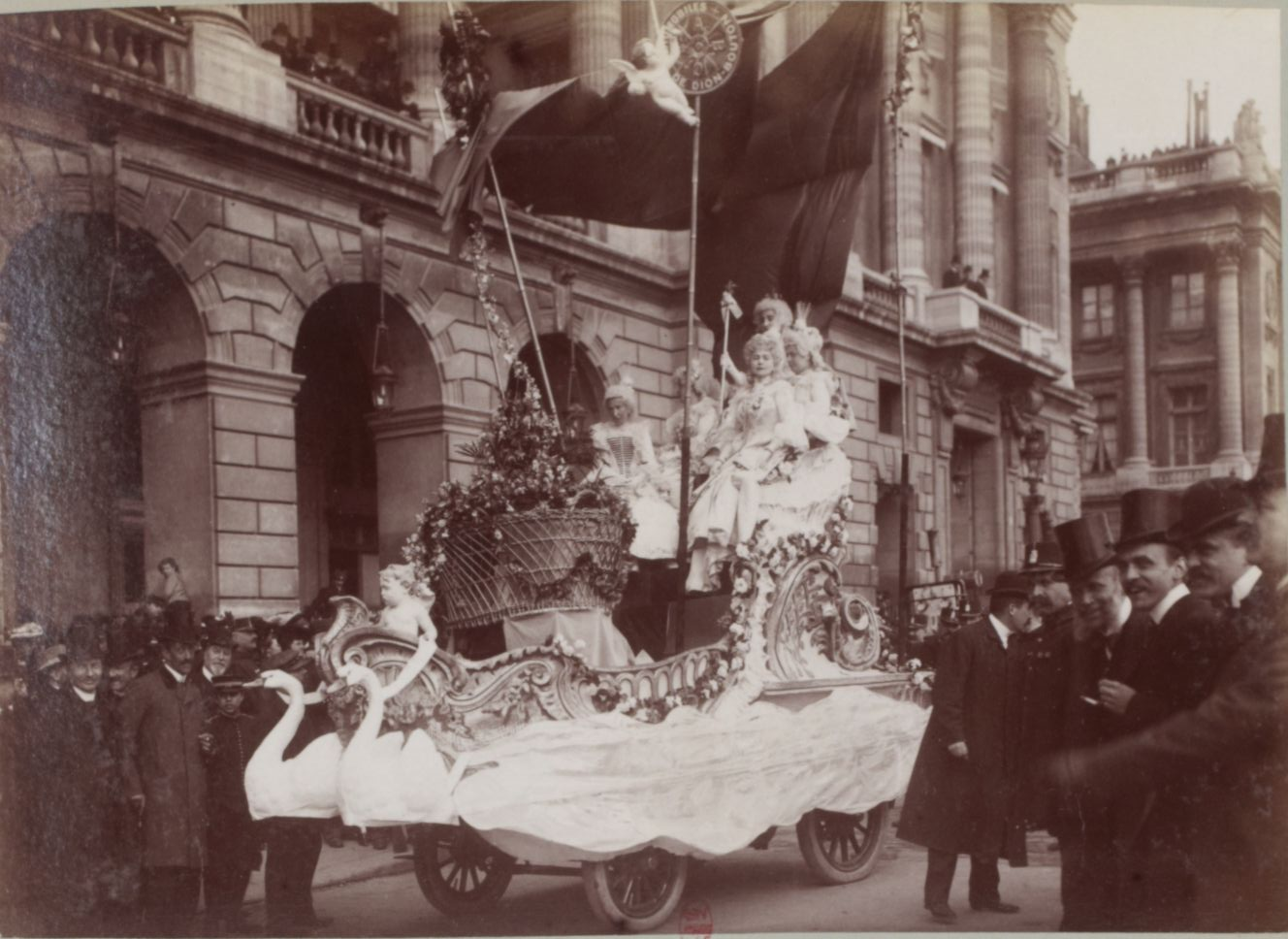
Mi-Carême à Paris 1903 : « Le Triomphe », char automobile électrique de Marie Missiaux, « Reine des Reines » de Paris pour la rive droite
De Dion-Bouton de 1903
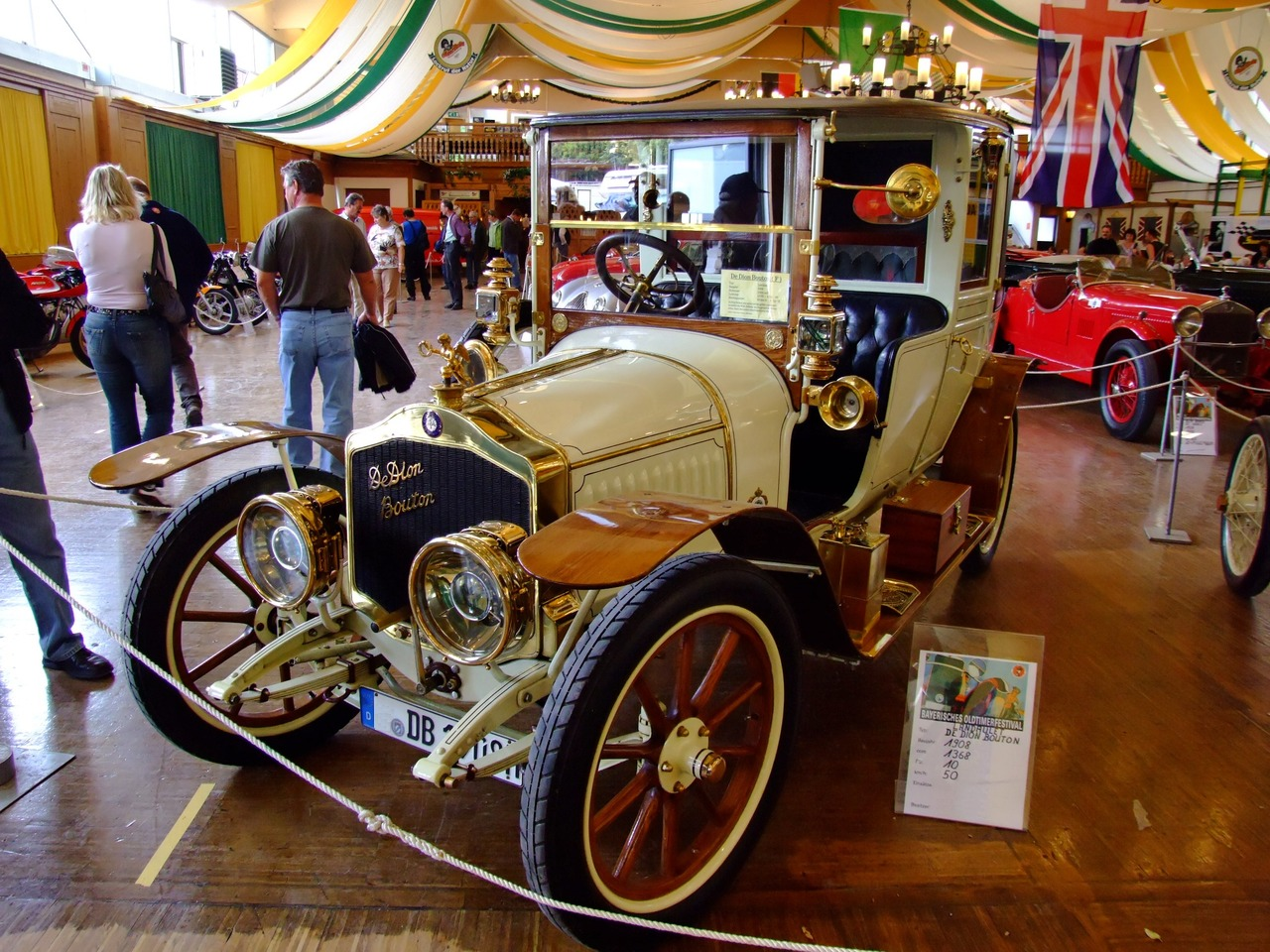
De Dion-Bouton landaulet de 1908
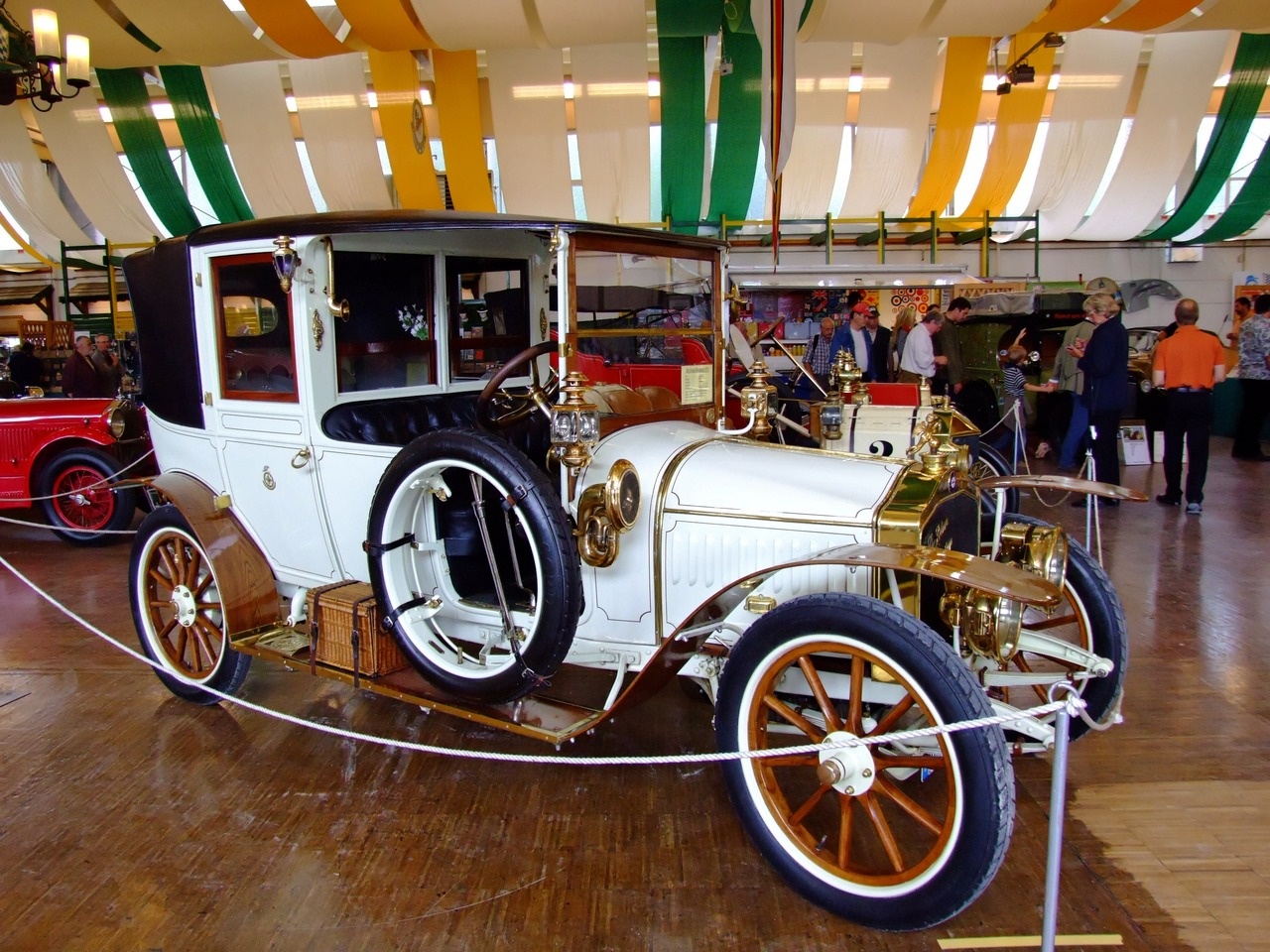
De Dion-Bouton landaulet de 1908
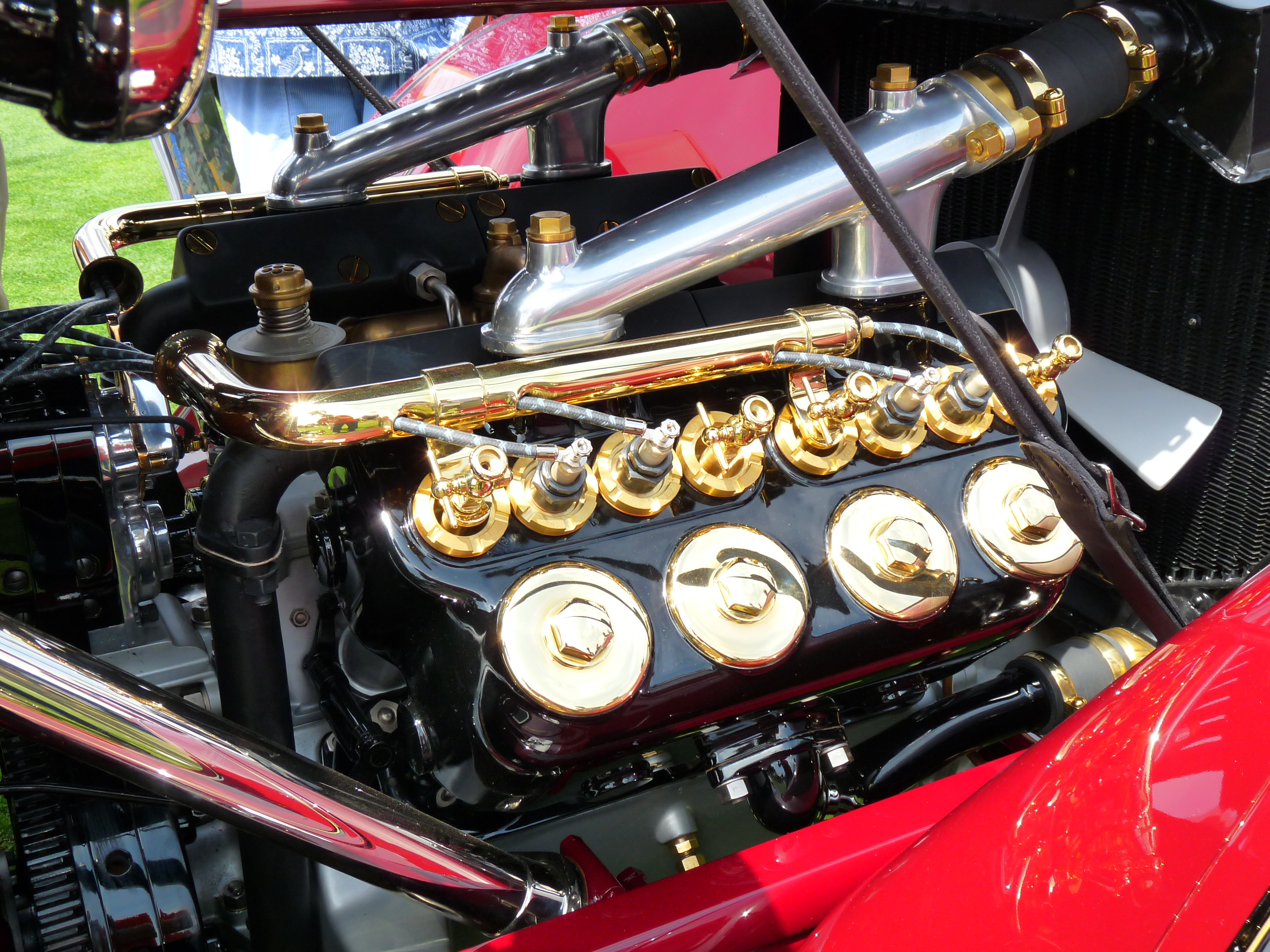
Moteur V8 De Dion Bouton 4 litres de 20 ch sur roadster type DM Flandrau de 1912
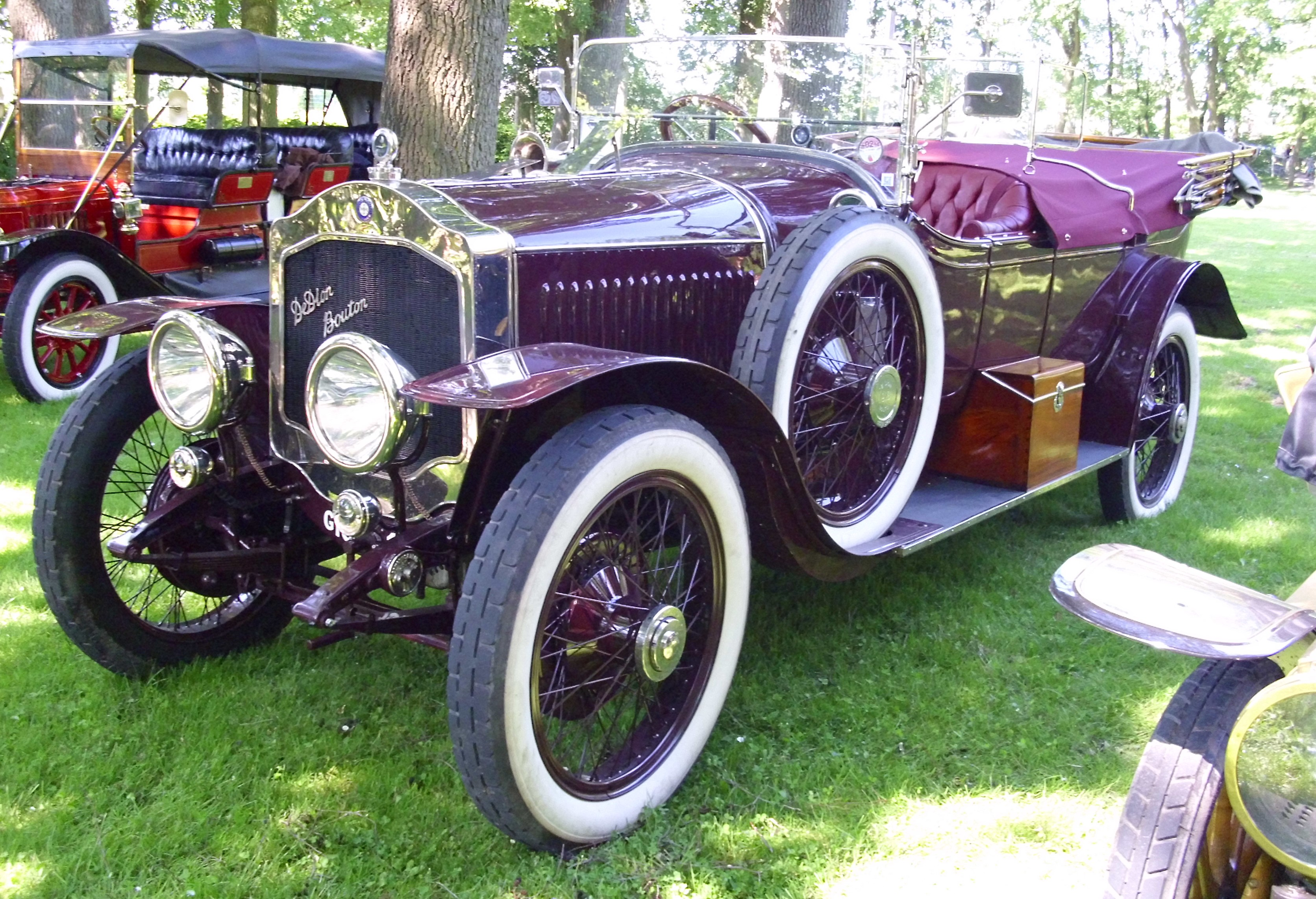
De Dion-Bouton Type EF de 1913
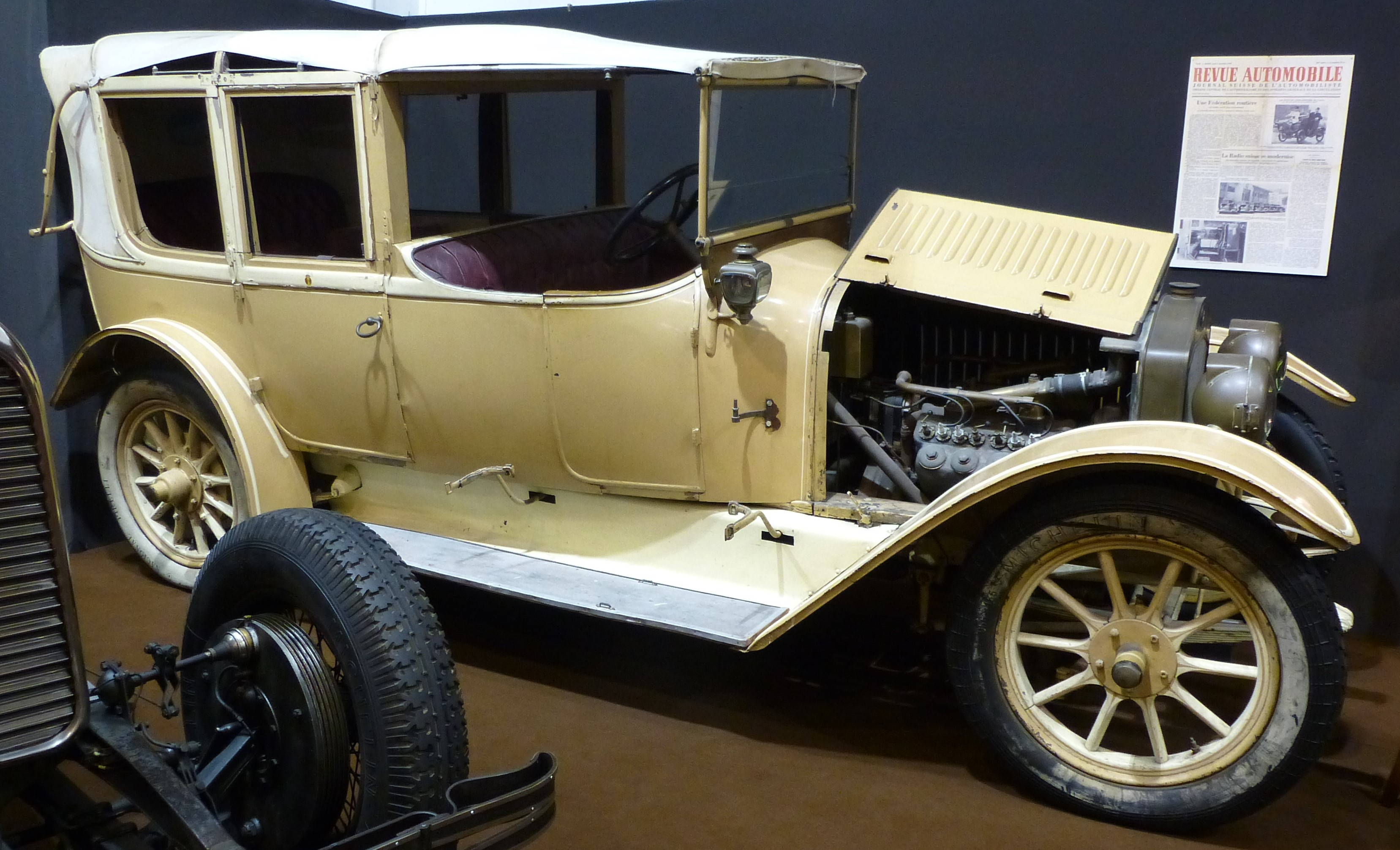
De Dion-Bouton Type ER de 1913
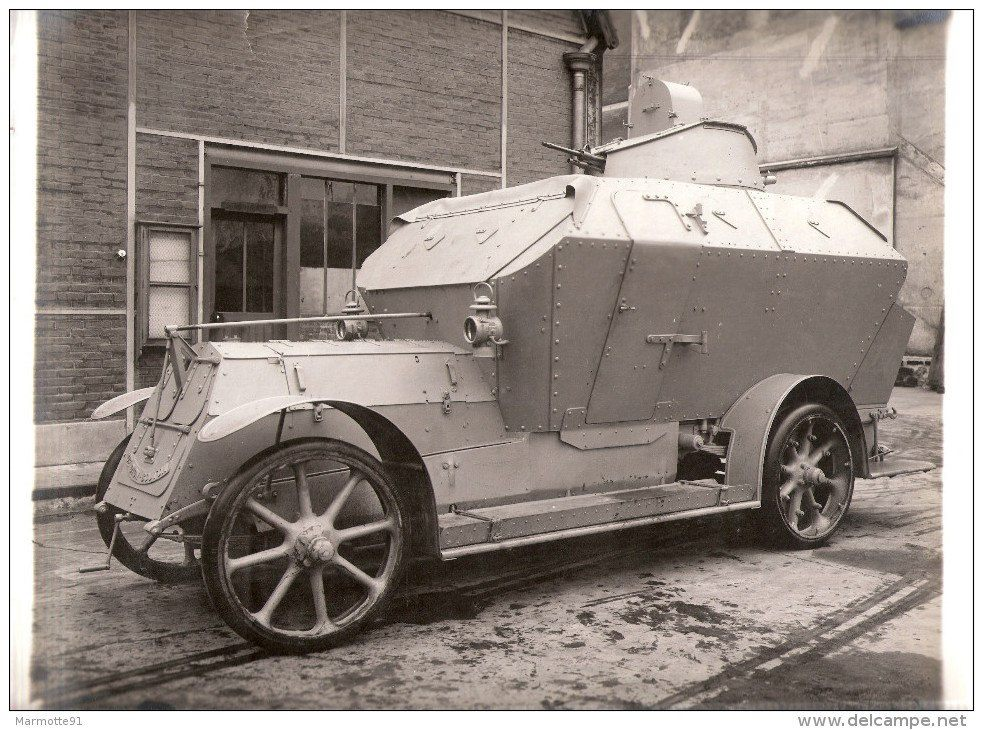
Automitrailleuse De Dion Bouton modèle 1916
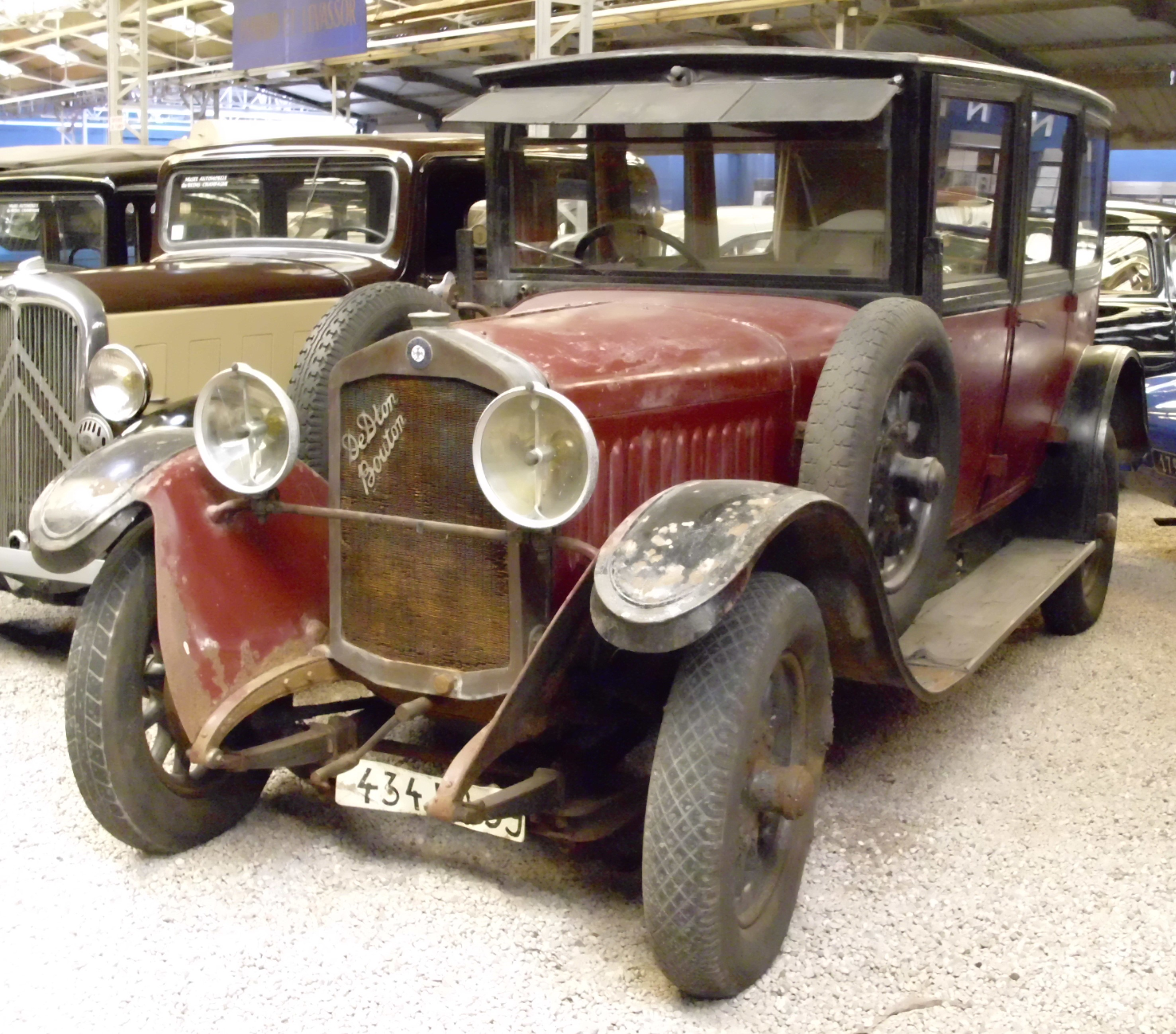
De Dion-Bouton Type IW de 1924
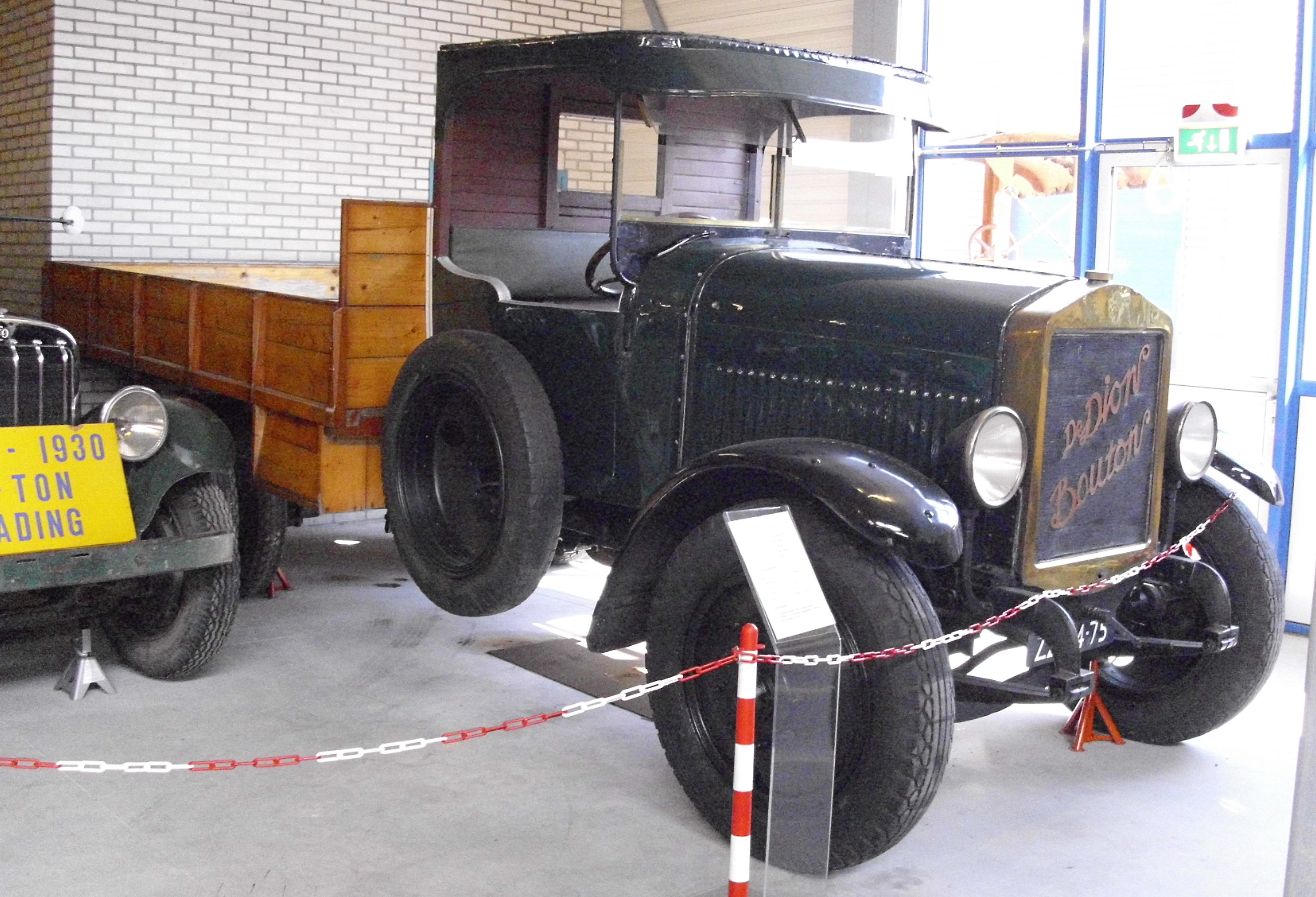
Camion De Dion-Bouton de 1929
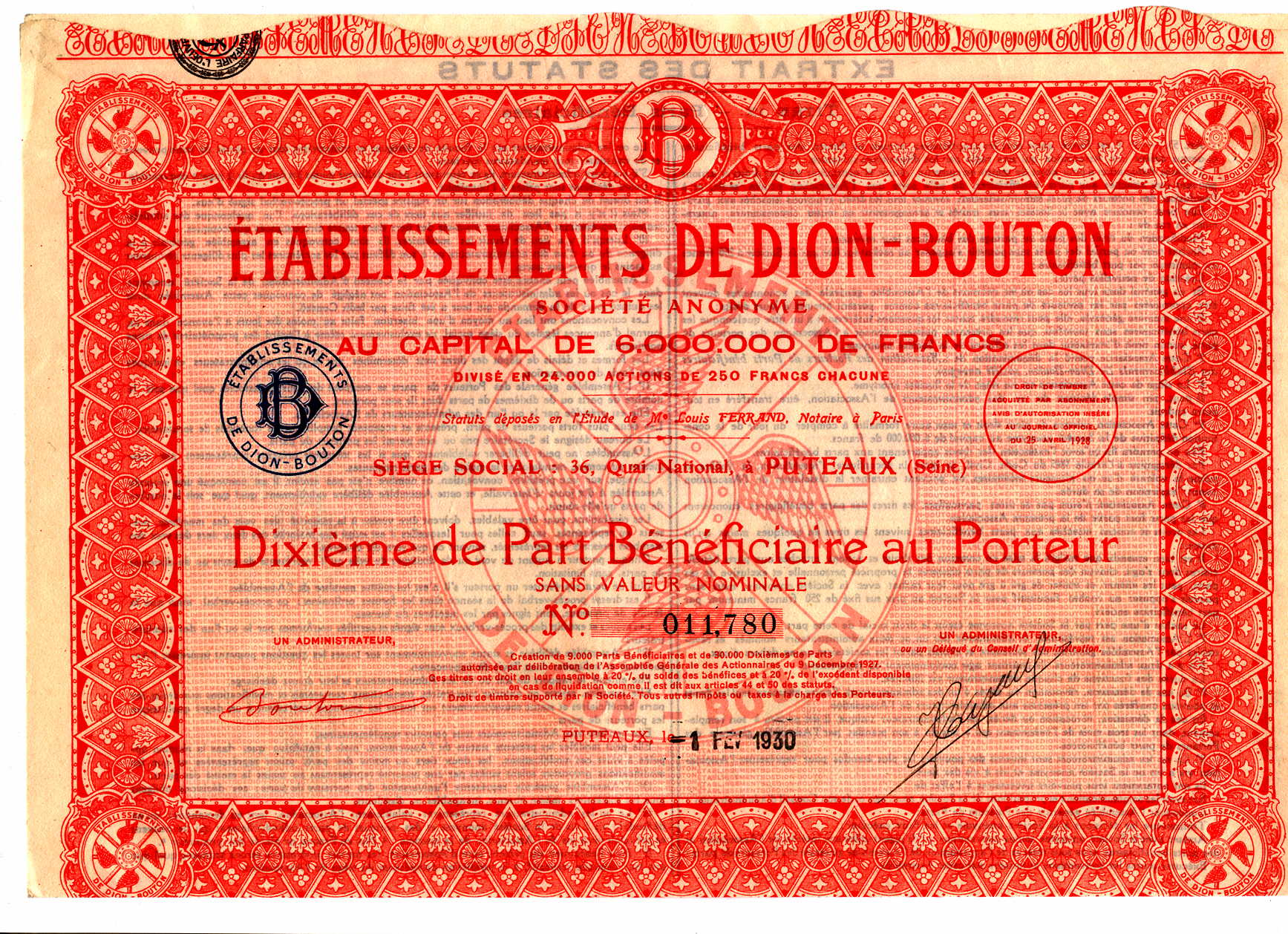
Part bénéficiaire De Dion-Bouton de 1930
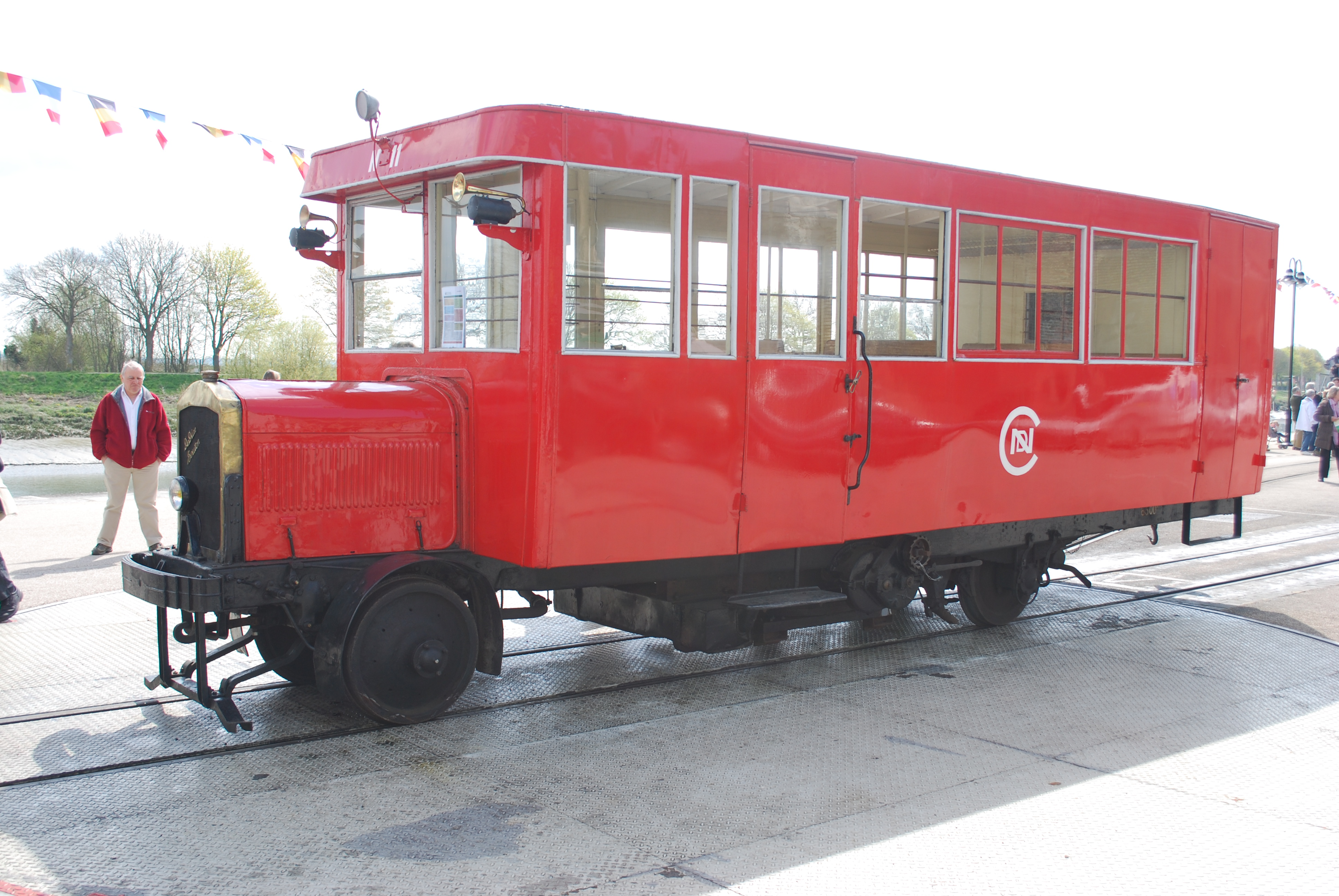
Autorail De Dion Bouton JM4 de 1932
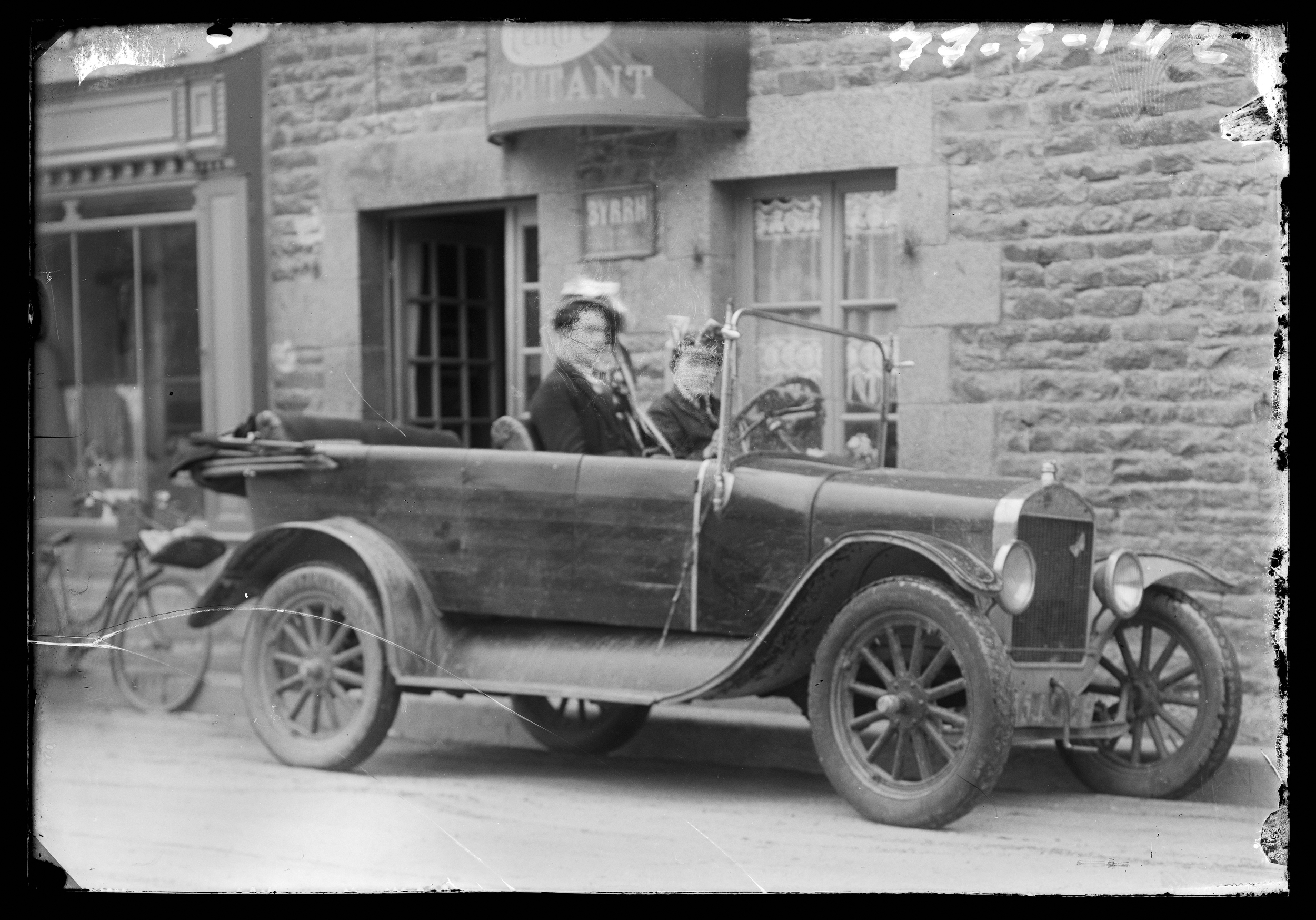
Automobile du constructeur De Dion-Bouton, entre 1920-1925, Val-d'Izé, Ille-et-Vilaine

#### L'autocanon

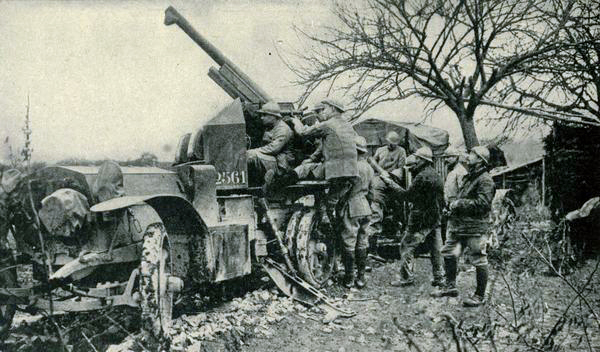
Autocanon De Dion-Bouton en position de tir.

En 1910, il y eut un véhicule qui avait reçu un Canon de 75 Modèle 1897 pour une plus grande mobilité, il y eut une version 1913 pour tirer contre les aéronefs, ballons captifs à l'époque.
Ses caractéristiques :
- 5,6 tonnes ;
- 15 km/h sur route ;
- tir de 0 à 70° en hauteur avec un frein modifié ;
- rotation entre 0 et 240° ;
- un tir toutes les quatre secondes ;
- mise en place en deux minutes (terrain favorable) ;
- douze servants.

Les premiers exemplaires furent affectés à la défense du G.Q.G.

#### Dans la culture populaire
- La voiture utilisée par la bande à Bonnot pour l'attaque de la rue Ordener (retracée dans le film Les Brigades du Tigre (2006)) est une De Dion-Bouton.

### Autorails
De Dion-Bouton est le premier constructeur automobile à s'imposer dans le secteur ferroviaire avec les Autorails De Dion-Bouton.
Entre 1900 et la Première Guerre mondiale, des moteurs à vapeur pour des autorails sont construits pour des entreprises étrangères, comme la hongroise Ganz, ainsi que des moteurs à essence pour les automotrices pétroléo-électriques des Chemins de fer unis d'Arad à Csanad (ACsEV) en Hongrie.
Après la guerre de 1914-1918, l'entreprise devint un constructeur ferroviaire à part entière puisque de 1923 à 1948 De Dion-Bouton fut le principal constructeur français d'autorails à voie métrique avec deux-cent-cinquante véhicules pour les réseaux secondaires essentiellement français.
Ces autorails étaient destinés à permettre l'évolution de ces réseaux dont les trains à vapeur étaient trop lents et trop coûteux, et à faire face à la concurrence de l'automobile alors en plein développement.
Aujourd'hui, certains autorails De Dion-Bouton sont préservés par des chemins de fer touristiques.

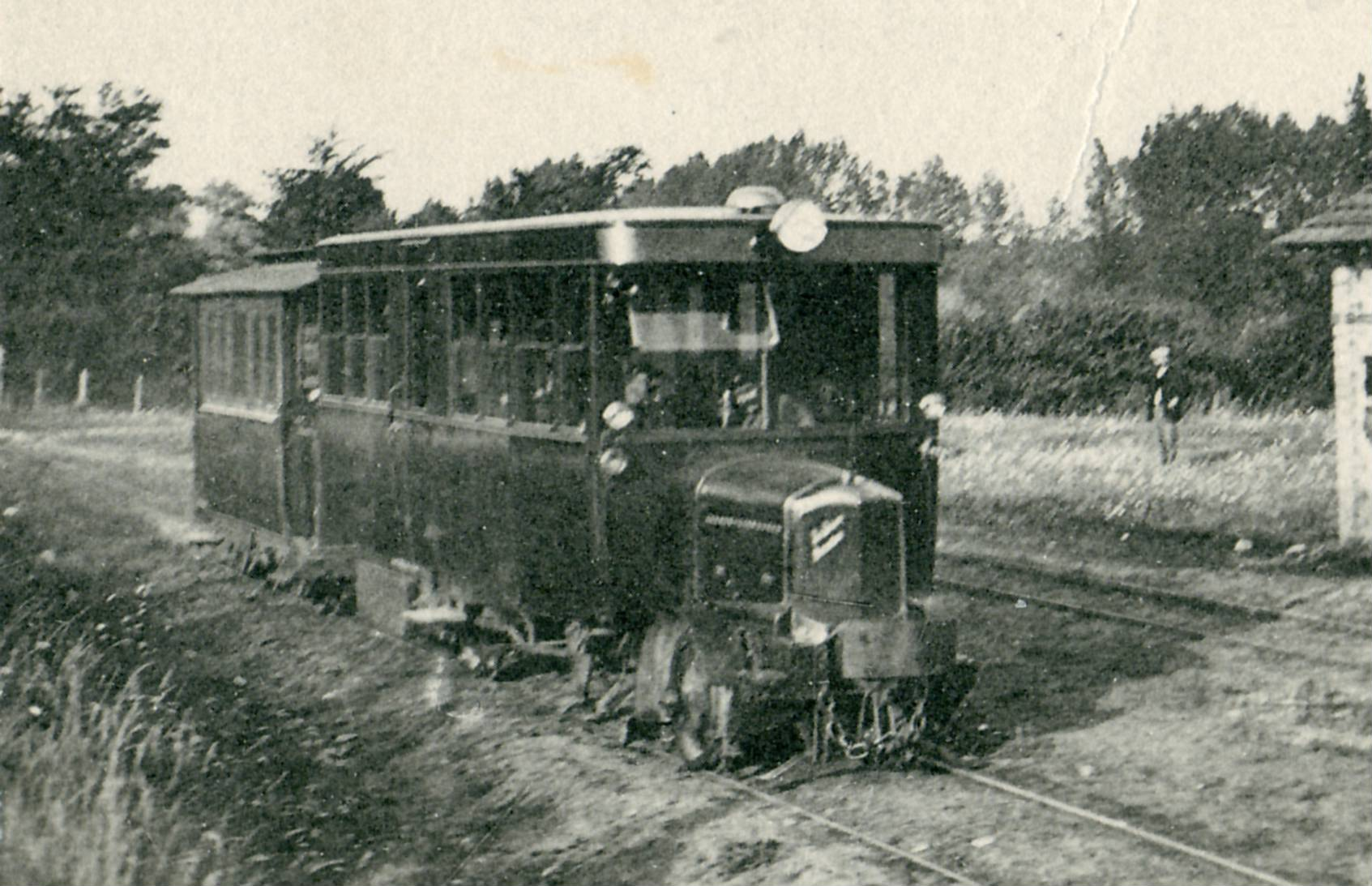
Autorail De Dion-Bouton type JM à voie métrique des Tramways de la Sarthe, livré en 1924 ou 1925.
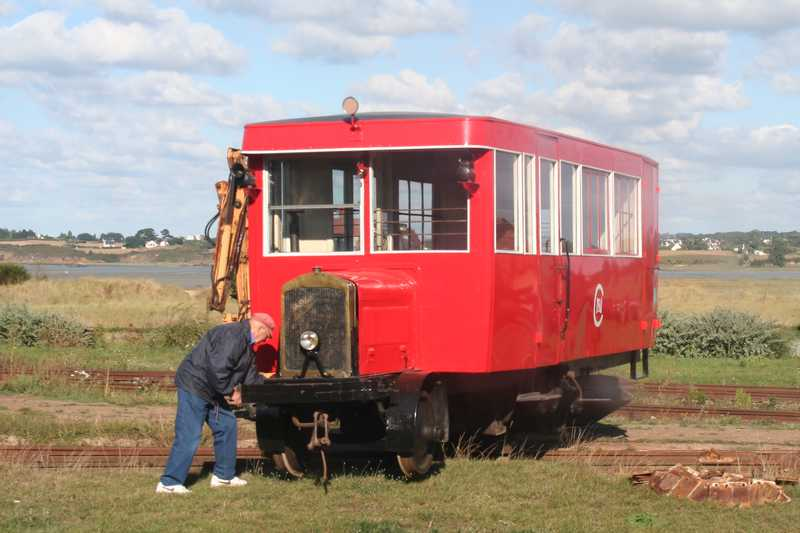
Autorail De Dion-Bouton type JM-4 à voie métrique de l'AMTUIR ex-Chemins de fer des Côtes-du-Nord.
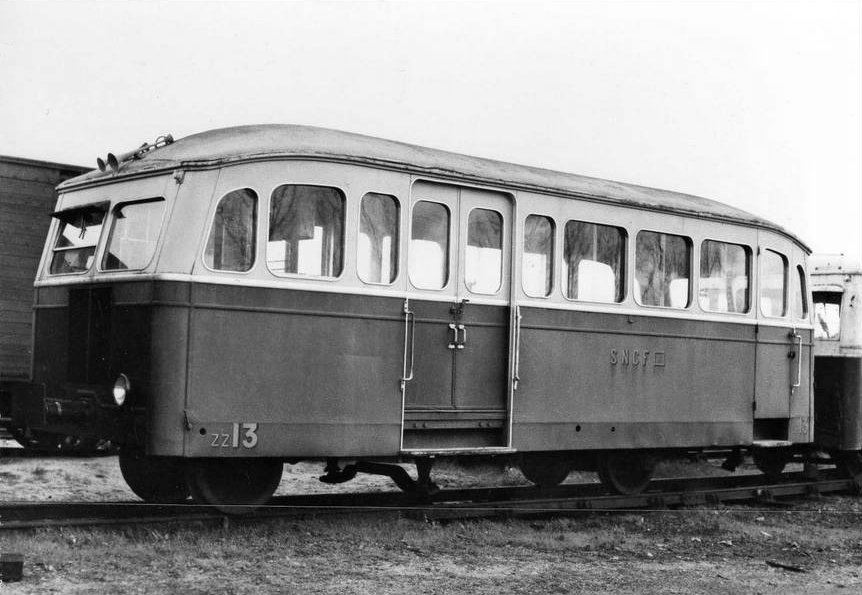
Autorail De Dion-Bouton ZZ 13 de la ligne du Blanc - Argent.
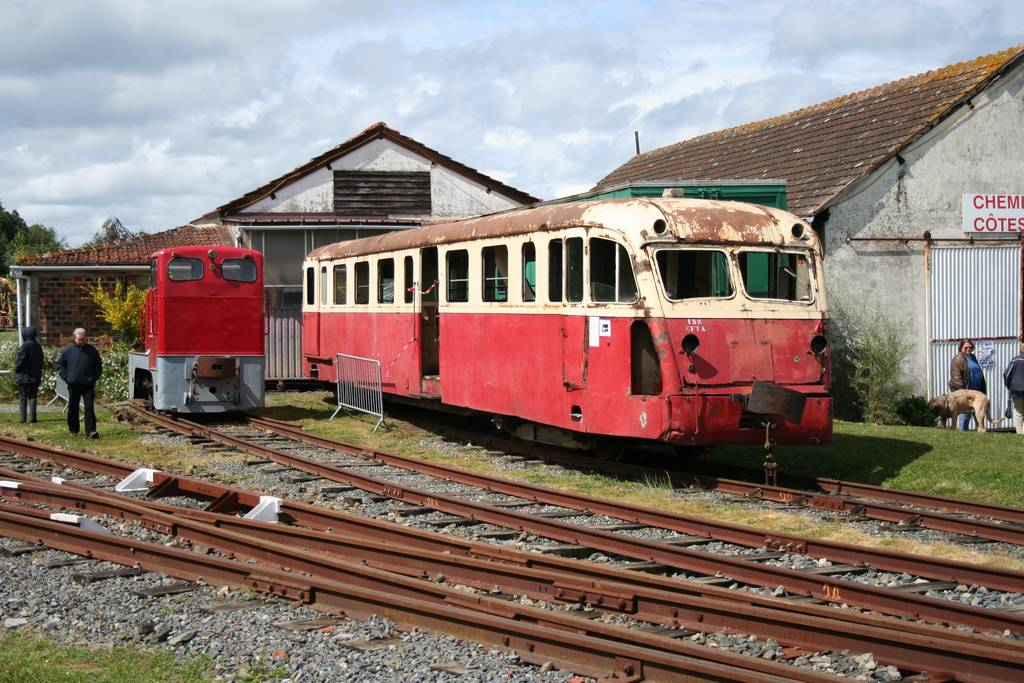
Autorail De Dion-Bouton type OC-1 de l'ACFCdN aux Chemins de fer des Côtes-du-Nord.
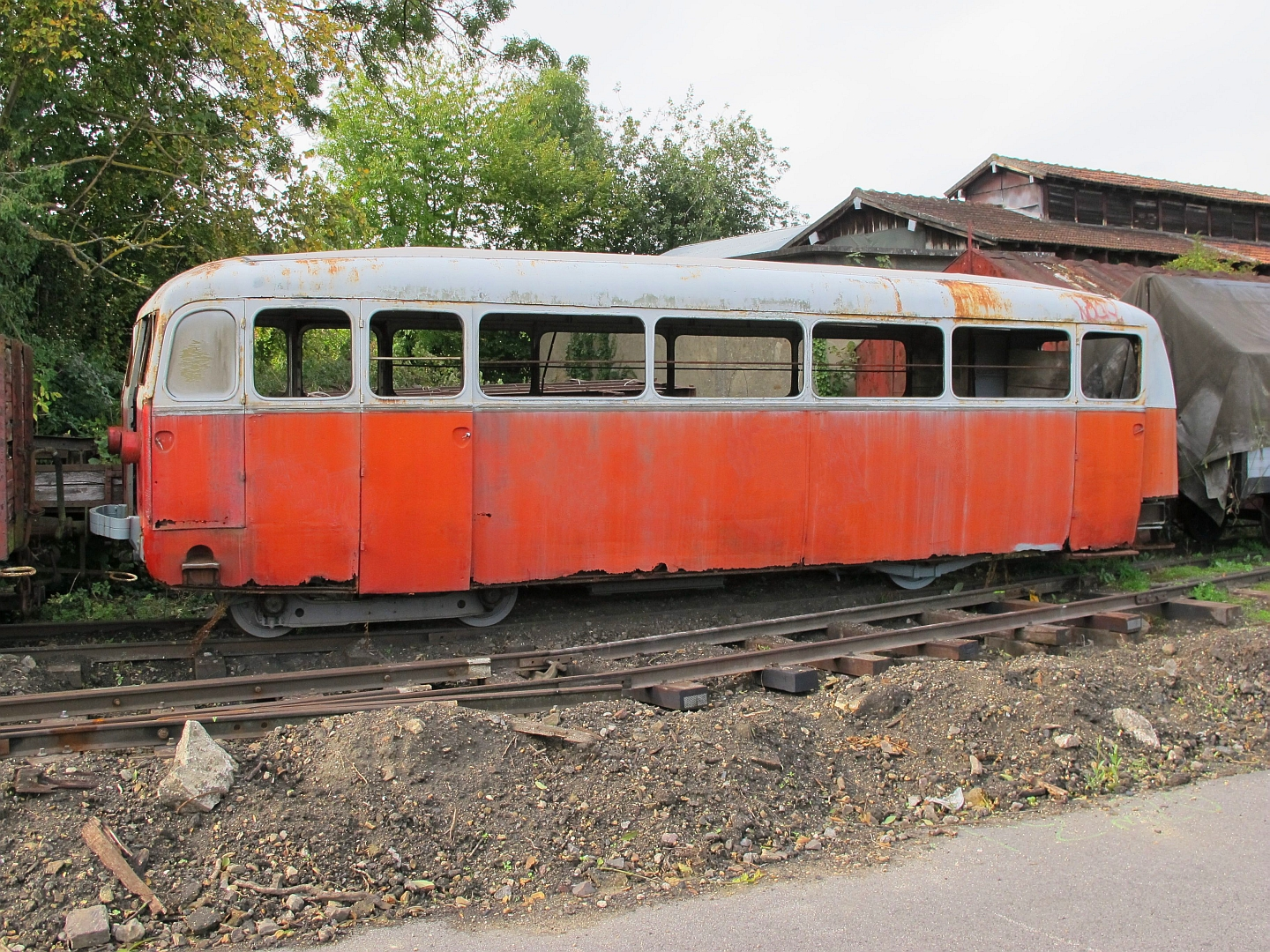
L'autorail De Dion-Bouton X-202 ex-CFD du MTVS.
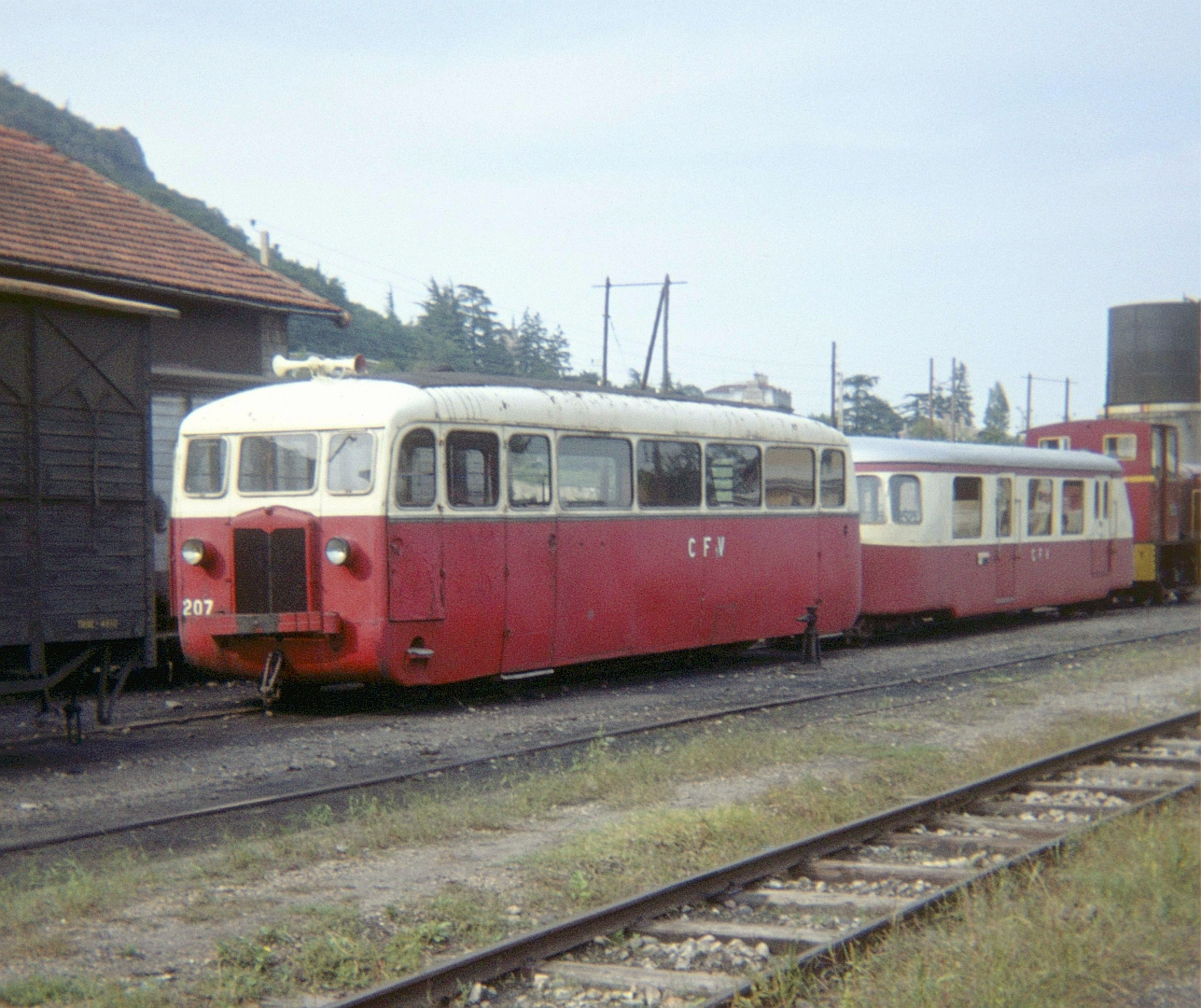
Autorail no 207 du chemin de fer du Vivarais.

#### Liste des autorails préservés
Liste non exhaustive.
Voie métrique :
- JM-3 (1930) ANJOU n°24 - AAPA - En reconstruction avec mécanisme et roulement origine Meurthe-et-Moselle
- JM-4 (1932) CdN no 11 - AMTUIR — restauré — présenté au MTVS
- OC1 (1937) CdN, RB no 15 — CFBS — en attente de restauration
- OC1 (1937) CdN, RB no 16 — ACFCdN — en attente de restauration
- OC2 (1946) RB n°X202 — ACFCdN — en attente de restauration
- OC2 (1946) RB n°X205 — SABA — restauré
- OC2 (1946) RB n°X206 — CFBR — en attente de restauration
- ND no 201 — CFA Allier — en cours de reconstruction
- ND no 202 — MTVS — en cours de restauration
- ND no 204 — VFV — en attente de restauration
- ND no 206 — CFA Allier — en cours de restauration
- ND no 207 — Chemin de fer du Vivarais — en attente de restauration

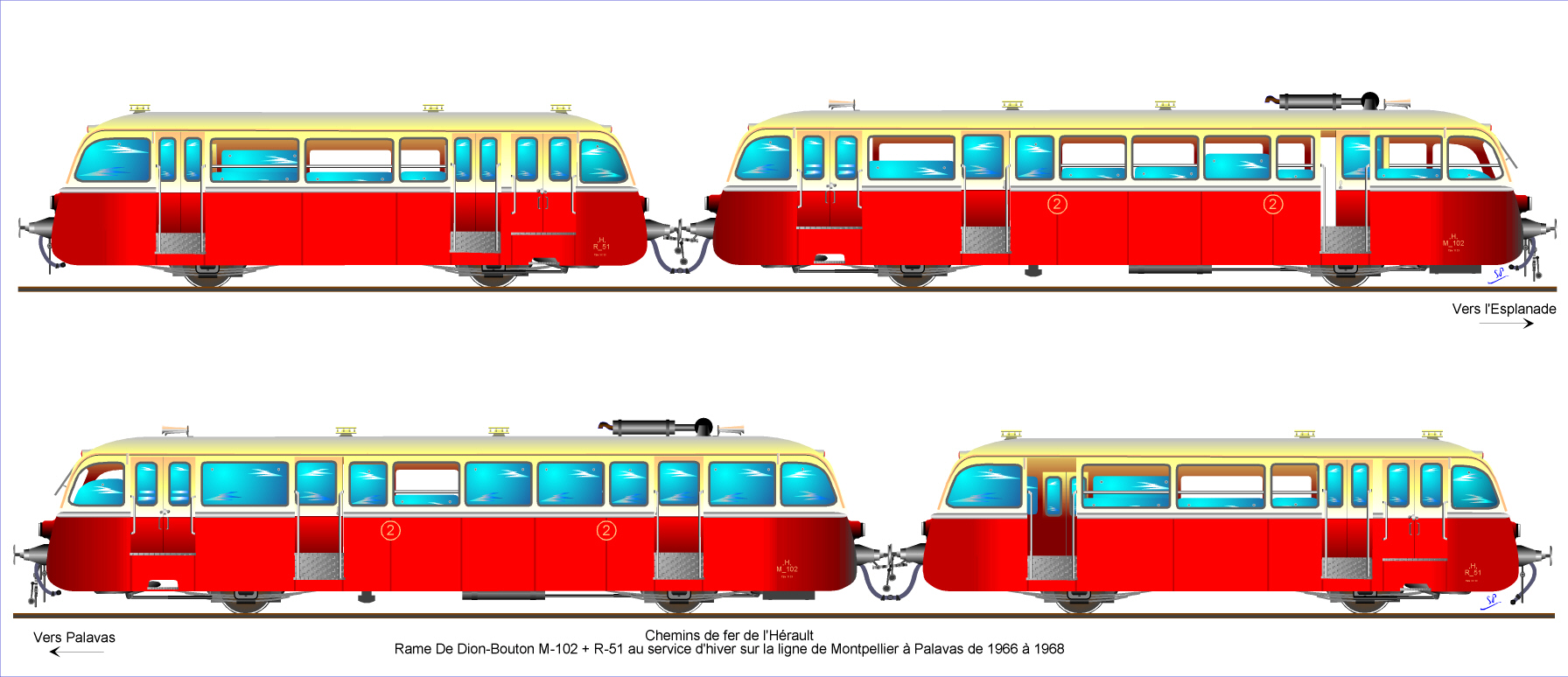
Autorail M-102 et remorque R-51 à voie normale des Chemins de fer de l'Hérault entre 1966 et 1968.

## Bibliographie

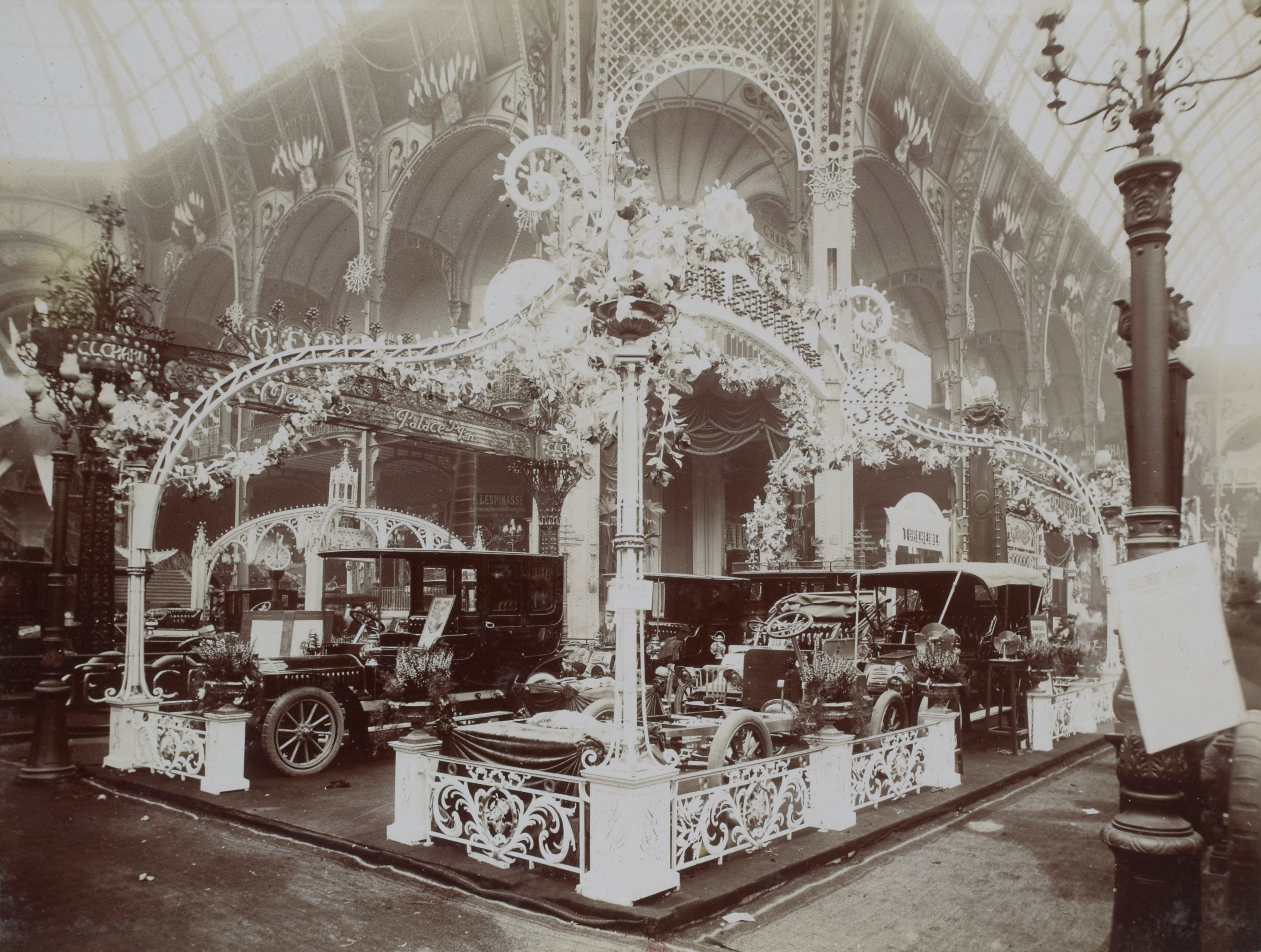
Stand De Dion-Bouton au Salon de l'Automobile de Paris en 1905.

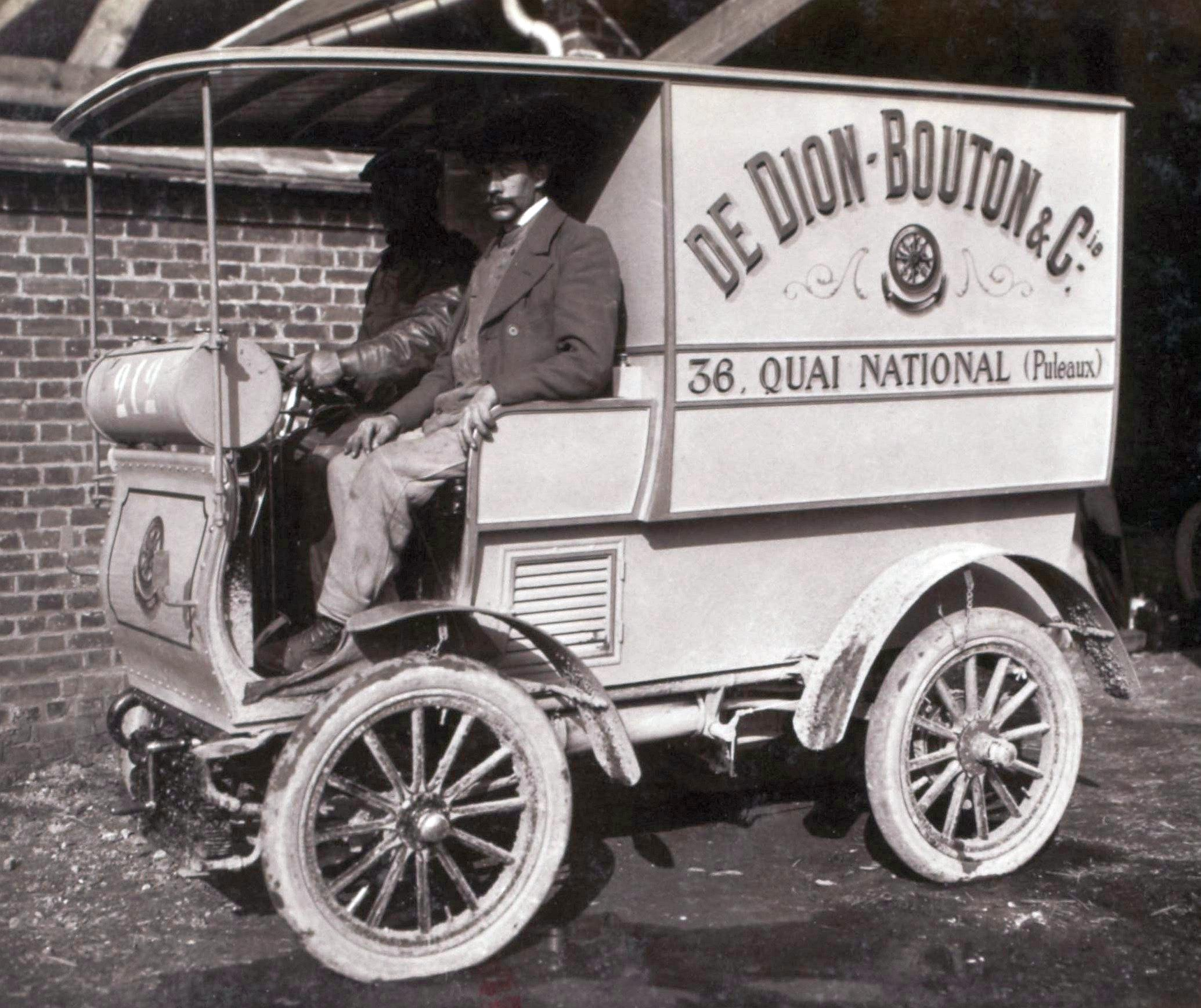
Voiture de livraison De Dion-Bouton (1902).

## Identité visuelle

Logo De Dion-Bouton
Logo de 1883 à 1908.
Logo de 1908 à 1916.
Logo de 1916 à 1968.

## Hommage
- Quai De Dion-Bouton à Puteaux.
- Cours De Dion-Bouton à Nîmes.